# Bannoncourt
Bannoncourt est une commune française située dans le département de la Meuse, en région Grand Est. Elle fait partie de la communauté de communes du Sammiellois qui regroupe 19 communes.
La commune est située sur le site Natura 2000 « vallée de la Meuse » car ses prairies, parcourues par un réseau hydrographique complexe, accueillent une grande richesse piscicole et constituent un refuge d'intérêt exceptionnel pour les oiseaux.

## Géographie

### Localisation
Bannoncourt est une petite commune du département de la Meuse, située dans le Nord-Est de la France, à 278 km de Paris et à 28 km de Verdun (célèbre pour sa bataille lors de la Première Guerre mondiale). Le village se trouve au bord du CD 34, entre Dompcevrin et Woimbey, sur la rive gauche de la Meuse.
Par la qualité de son paysage, la Direction de l'environnement de  Lorraine a inscrit à la liste des paysages remarquables, le secteur de la vallée de la Meuse qui comprend Bannoncourt jusqu'à Villers-sur-Meuse.

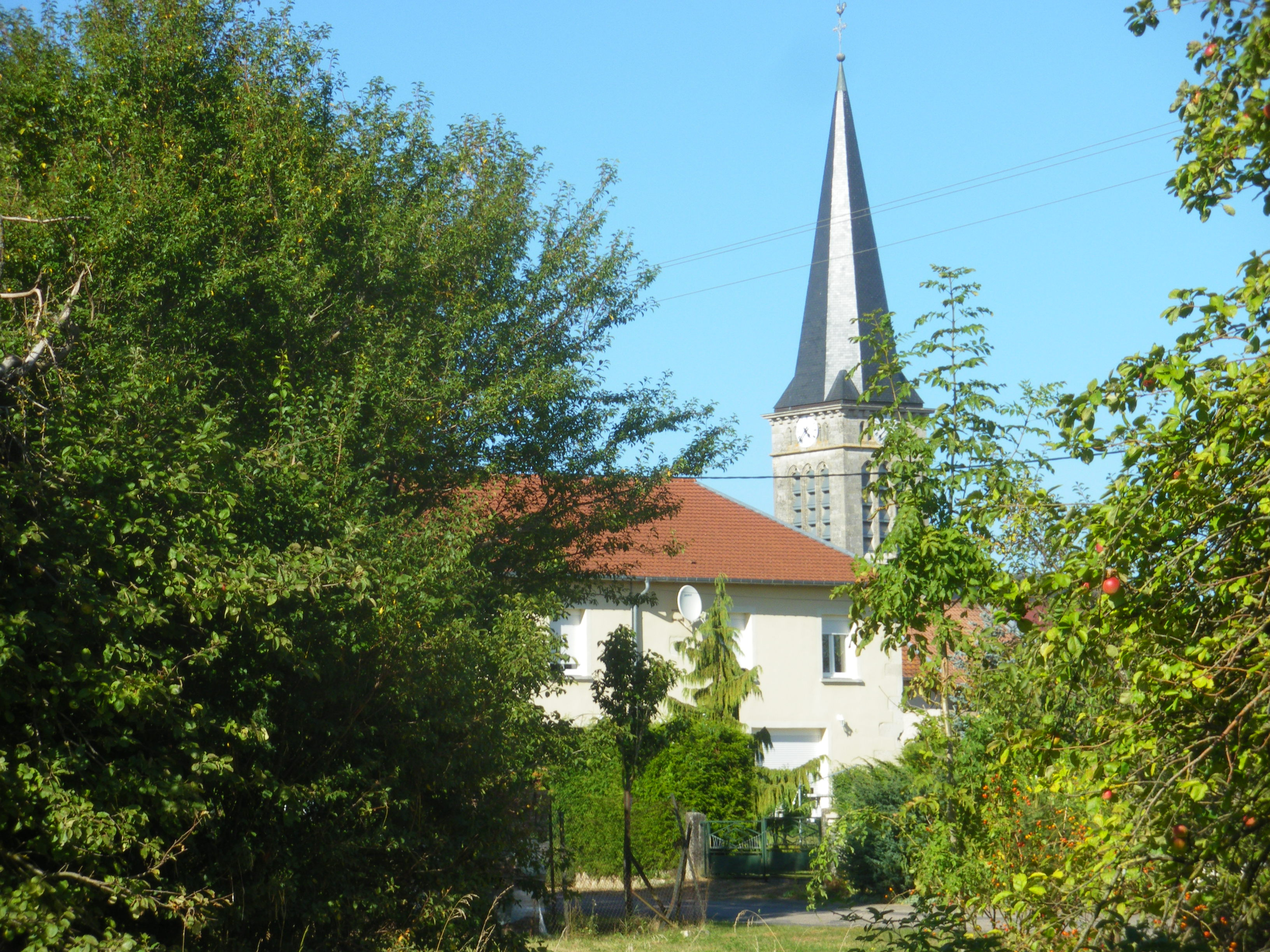
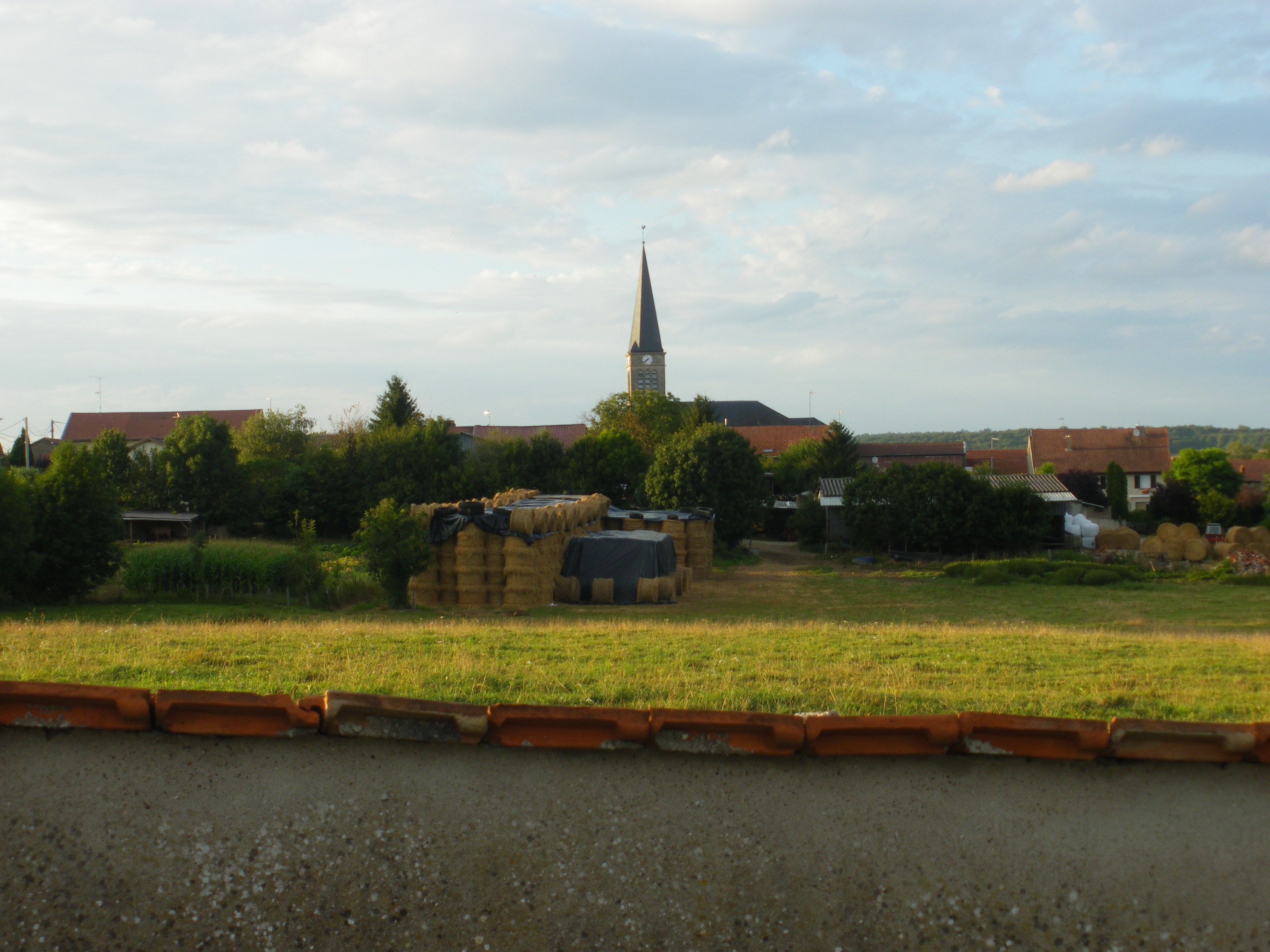
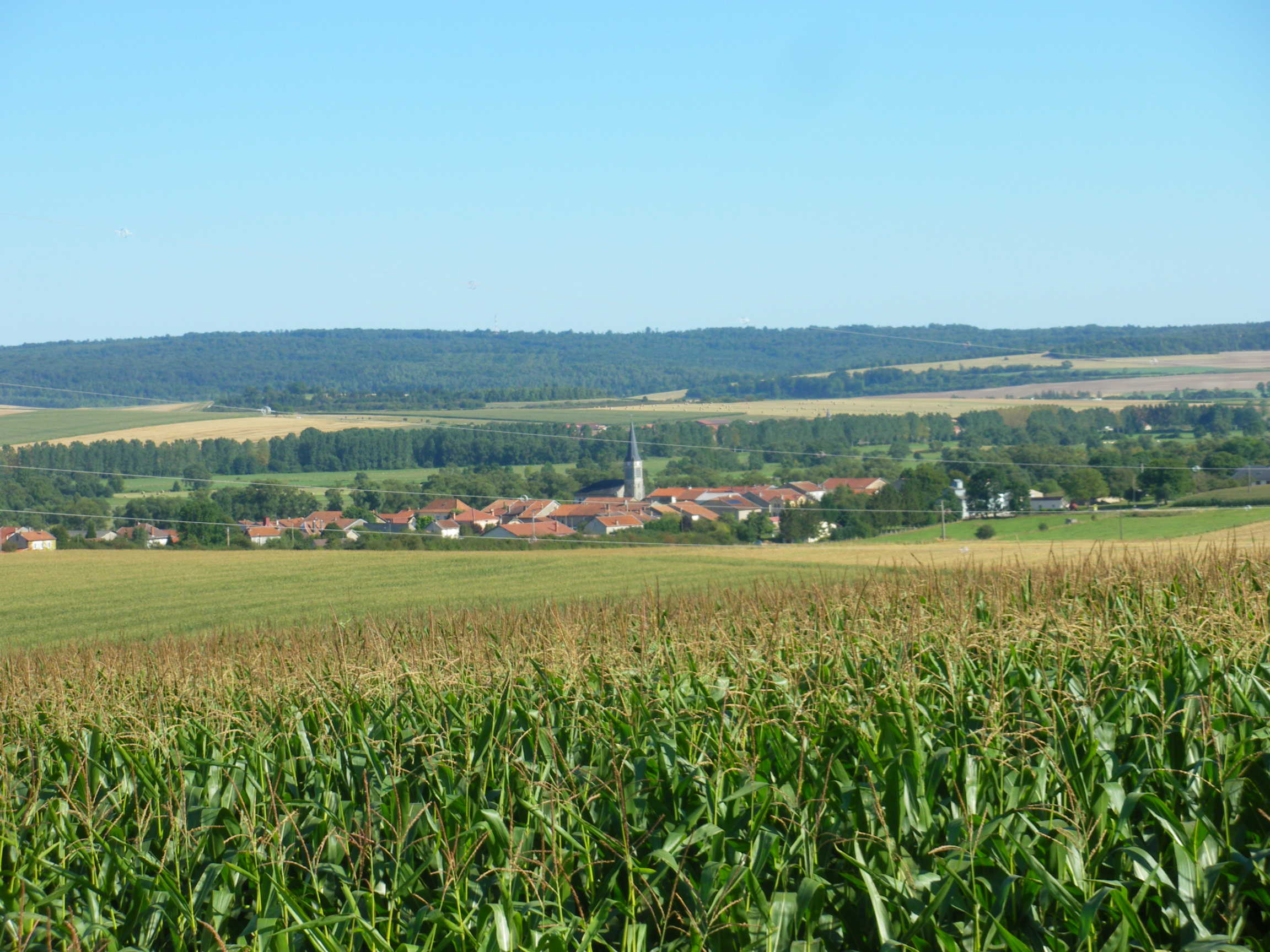
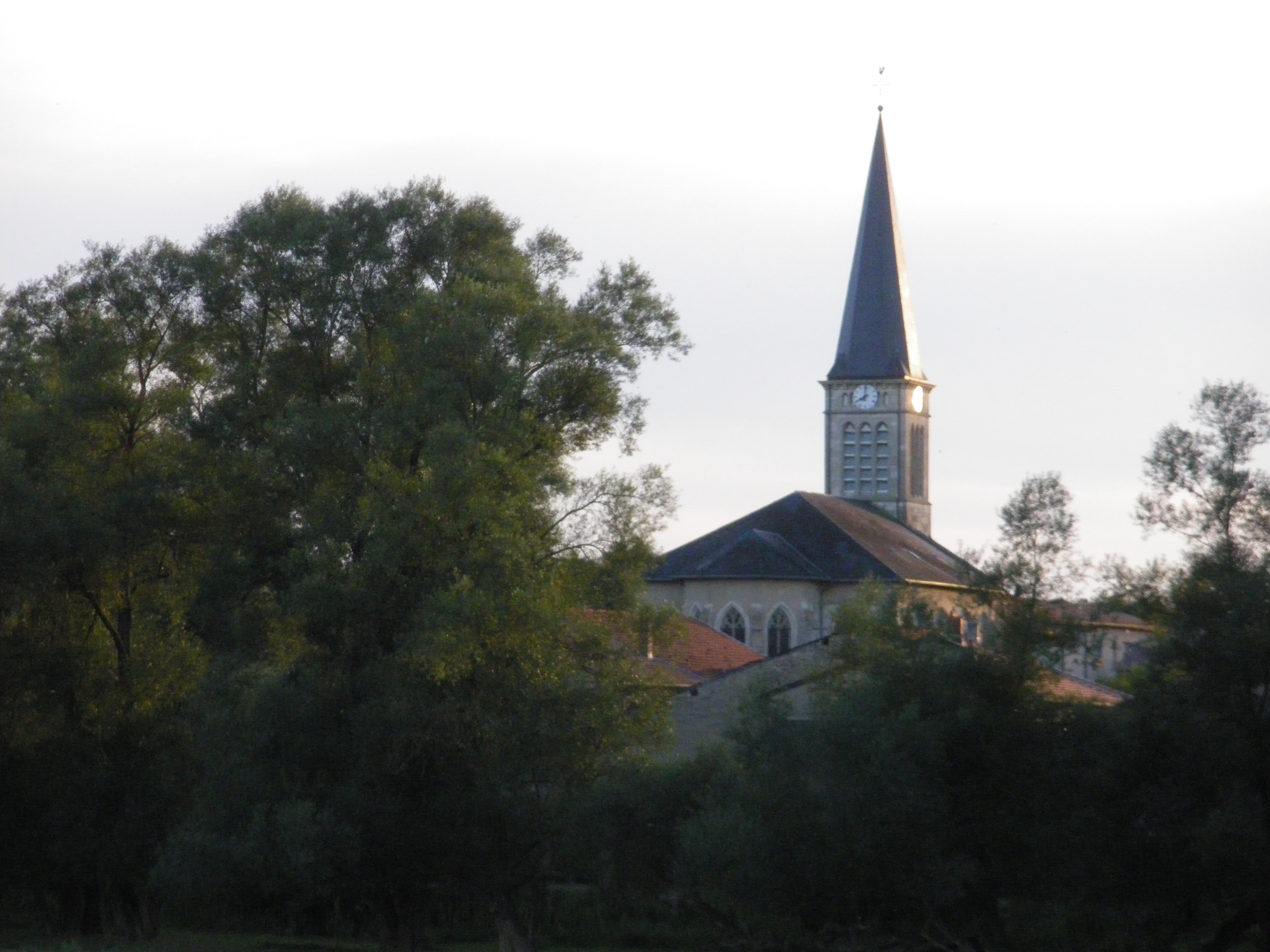
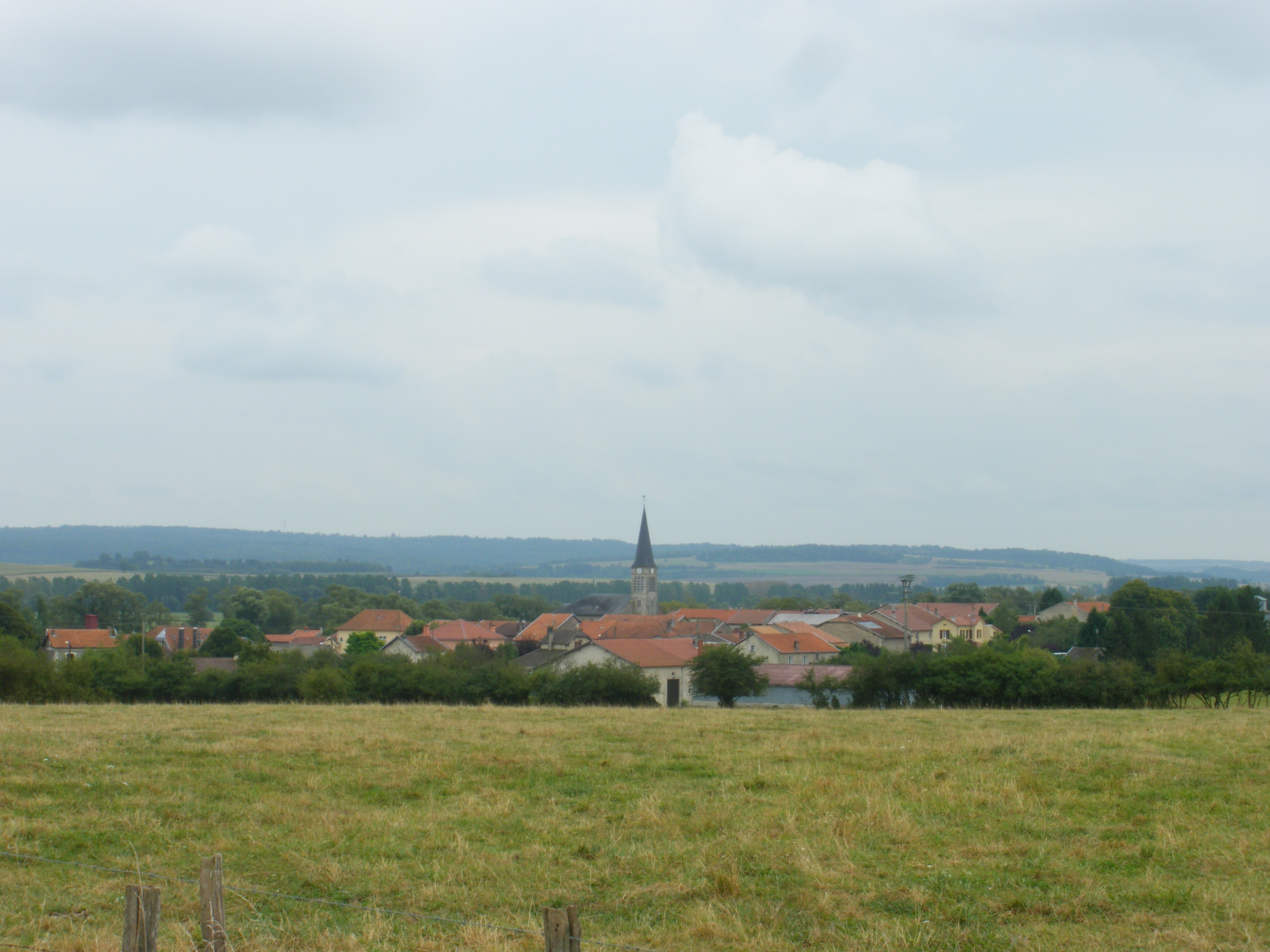

### Communes limitrophes
| Woimbey    | Lacroix-sur-Meuse  | Lacroix-sur-Meuse  |
| Woimbey    | Bannoncourt        | Lacroix-sur-Meuse  |
| Dompcevrin | Rouvrois-sur-Meuse | Rouvrois-sur-Meuse |

### Géologie et relief
Bannoncourt repose sur un récif corallien datant de l’Oxfordien. Le chantier de la construction de la LGV a permis la découverte de fossiles (bivalves, gastéropodes, oursins, coraux solitaires et coloniaux).
La terre est de couleur rouge, le sol étant argilo-calcaire avec plus ou moins de cailloux.

### Hydrographie

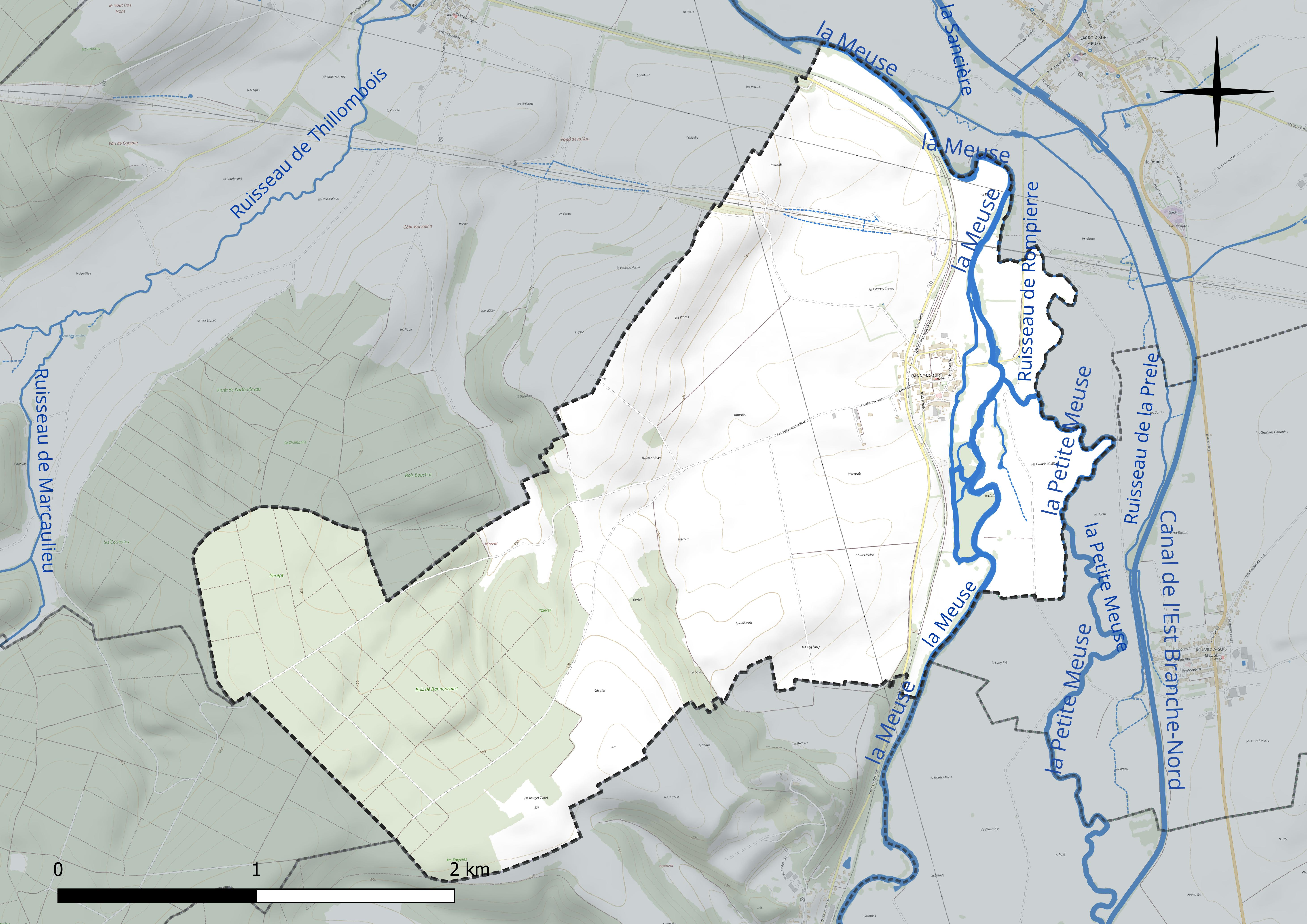
Réseau hydrographique de Bannoncourt.

Bannoncourt est traversée par le fleuve La Meuse et les ruisseaux de Thillombois, des Ormes, de La Petite Meuse, de La Prêle, de Rompierre. Plusieurs zones sont à remarquer :
- les zones de Bannoncourt en SIC (site d'importance communautaire) : les berges des ruisseaux de Rompierre et de la Prêle sont occupées par des roselières dans lesquelles poussent plusieurs espèces végétales remarquables comme la Grande Berle ; l’Agrion de Mercure (protégé) et deux autres espèces de libellules, rares en Lorraine, fréquentent ces friches marécageuses[4]. La Petite Meuse et la Prêle ont une grande richesse piscicole (25 espèces de poissons recensées, dont la loche de rivière, la loche des étangs, la lamproie de planer, la bouvière, le chabot)[5] ; mais le comblement d’une noue, lors de la construction de la LGV Est, a entraîné une perte estimée à 850 m2 de surface en eau et 300 m2 de rive, en période de basses eaux. Cette noue abritait une importante population de loches d'étang. En compensation, trois anciennes noues déconnectées de la Prêle ont été restaurées, créant ainsi de nouvelles zones d’habitats adaptées aux exigences écologiques de la loche d’étang, mais ces changements ont amené une régression de la population de la loche des étangs[6].
- une zone de captage d'eau, au lieu-dit la Terrière situé à 200 m de Bannoncourt, se trouve une station de captage d'eau qui alimente le réseau d’eau potable[7].

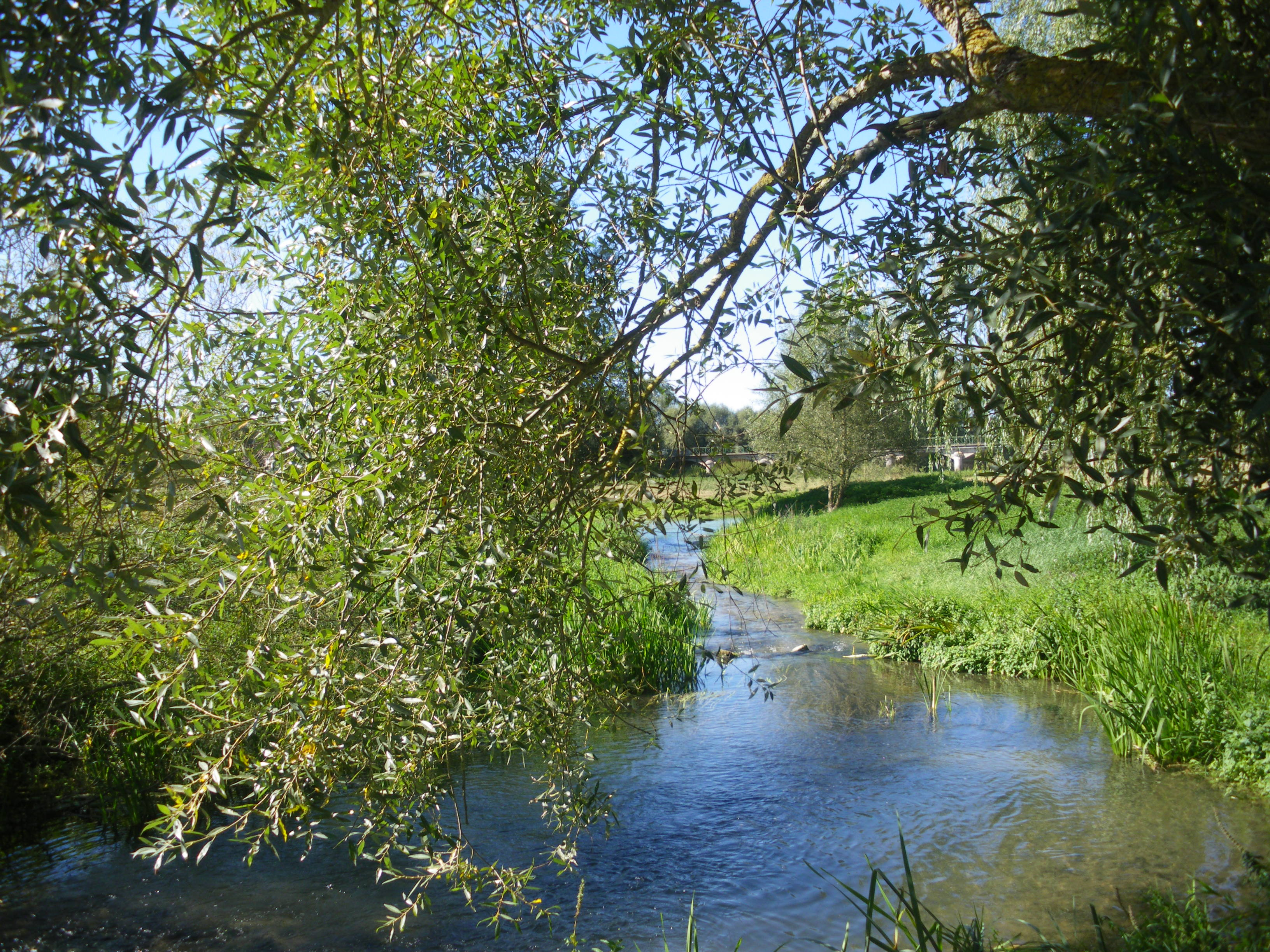
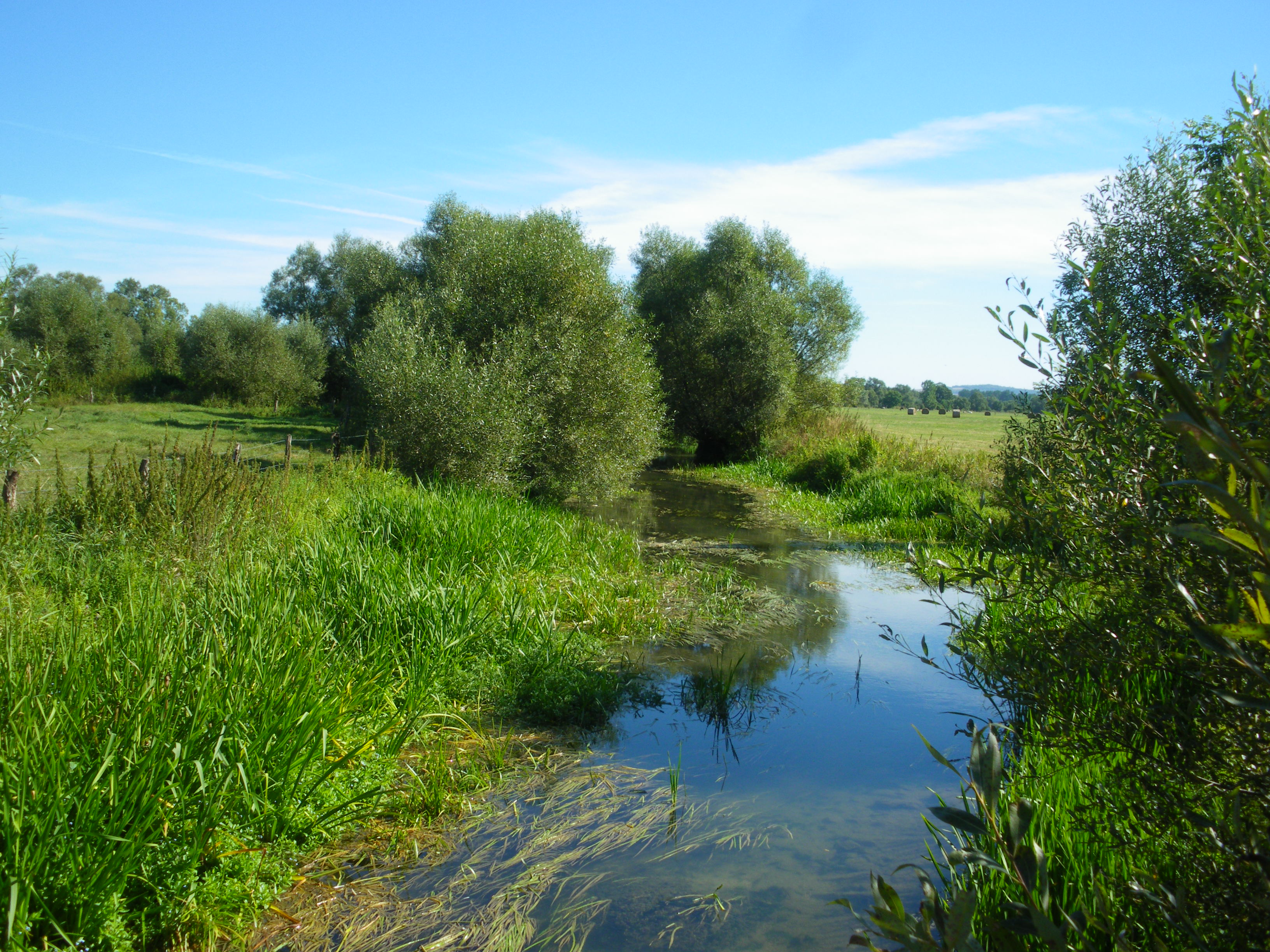
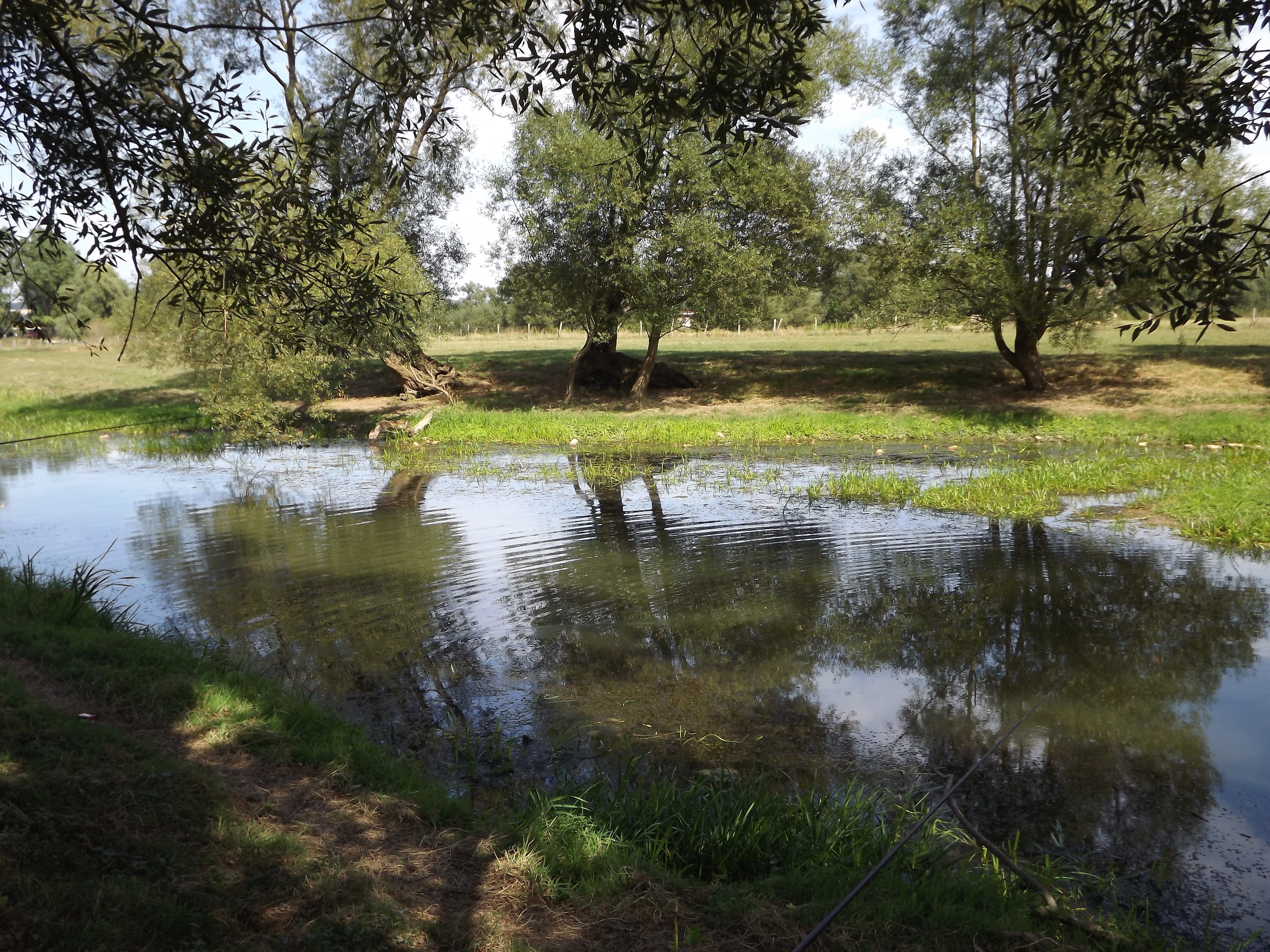

### Climat
Pour des articles plus généraux, voir Climat du Grand Est et Climat de la Meuse.
En 2010, le climat de la commune est de type climat de montagne, selon une étude du Centre national de la recherche scientifique s'appuyant sur une série de données couvrant la période 1971-2000. En 2020, Météo-France publie une typologie des climats de la France métropolitaine dans laquelle la commune est exposée à un climat océanique altéré et est dans la région climatique  Lorraine, plateau de Langres, Morvan, caractérisée par un hiver rude (1,5 °C), des vents modérés et des brouillards fréquents en automne et hiver. 
Pour la période 1971-2000, la température annuelle moyenne est de 9,9 °C, avec une amplitude thermique annuelle de 16,1 °C. Le cumul annuel moyen de précipitations est de 944 mm, avec 13,5 jours de précipitations en janvier et 9,4 jours en juillet. Pour la période 1991-2020, la température moyenne annuelle observée sur la station météorologique de Météo-France la plus proche, « Bonzée_sapc », sur la commune de Bonzée à 17 km à vol d'oiseau, est de 10,6 °C et le cumul annuel moyen de précipitations est de 783,7 mm. 
La température maximale relevée sur cette station est de 40,6 °C, atteinte le 24 juillet 2019 ; la température minimale est de −17,3 °C, atteinte le 7 février 2012,,. 
Les paramètres climatiques de la commune ont été estimés pour le milieu du siècle (2041-2070) selon différents scénarios d'émission de gaz à effet de serre à partir des nouvelles projections climatiques de référence DRIAS-2020. Ils sont consultables sur un site dédié publié par Météo-France en novembre 2022.

### Voies de communication et transports

#### Navettes routières
RITM (Réseau Intermodal des Transports de la Meuse) propose différentes formules : les lignes régulières qui desservent les communes du département ; le transport à la demande, un transport de proximité ; un réseau pour les élèves des écoles, des collèges et des lycées meusiens ; des navettes rapides pour rejoindre la gare TGV Meuse.

#### Réseau routier
La D 34 et la D 109 desservent Bannoncourt. L’embranchement de l’autoroute A4 se situe à 30 km de Bannoncourt et celui de l’autoroute A31 à 57 km.

## Urbanisme

### Typologie
Au 1er janvier 2024, Bannoncourt est catégorisée commune rurale à habitat dispersé, selon la nouvelle grille communale de densité à sept niveaux définie par l'Insee en 2022.
Elle est située hors unité urbaine. Par ailleurs la commune fait partie de l'aire d'attraction de Saint-Mihiel, dont elle est une commune de la couronne,. Cette aire, qui regroupe 17 communes, est catégorisée dans les aires de moins de 50 000 habitants,.

### Occupation des sols
L'occupation des sols de la commune, telle qu'elle ressort de la base de données européenne d’occupation biophysique des sols Corine Land Cover (CLC), est marquée par l'importance des territoires agricoles (70,9 % en 2018), une proportion sensiblement équivalente à celle de 1990 (70,7 %). La répartition détaillée en 2018 est la suivante : 
terres arables (52,6 %), forêts (29,1 %), prairies (18,4 %). L'évolution de l’occupation des sols de la commune et de ses infrastructures peut être observée sur les différentes représentations cartographiques du territoire : la carte de Cassini (XVIIIe siècle), la carte d'état-major (1820-1866) et les cartes ou photos aériennes de l'IGN pour la période actuelle (1950 à aujourd'hui).

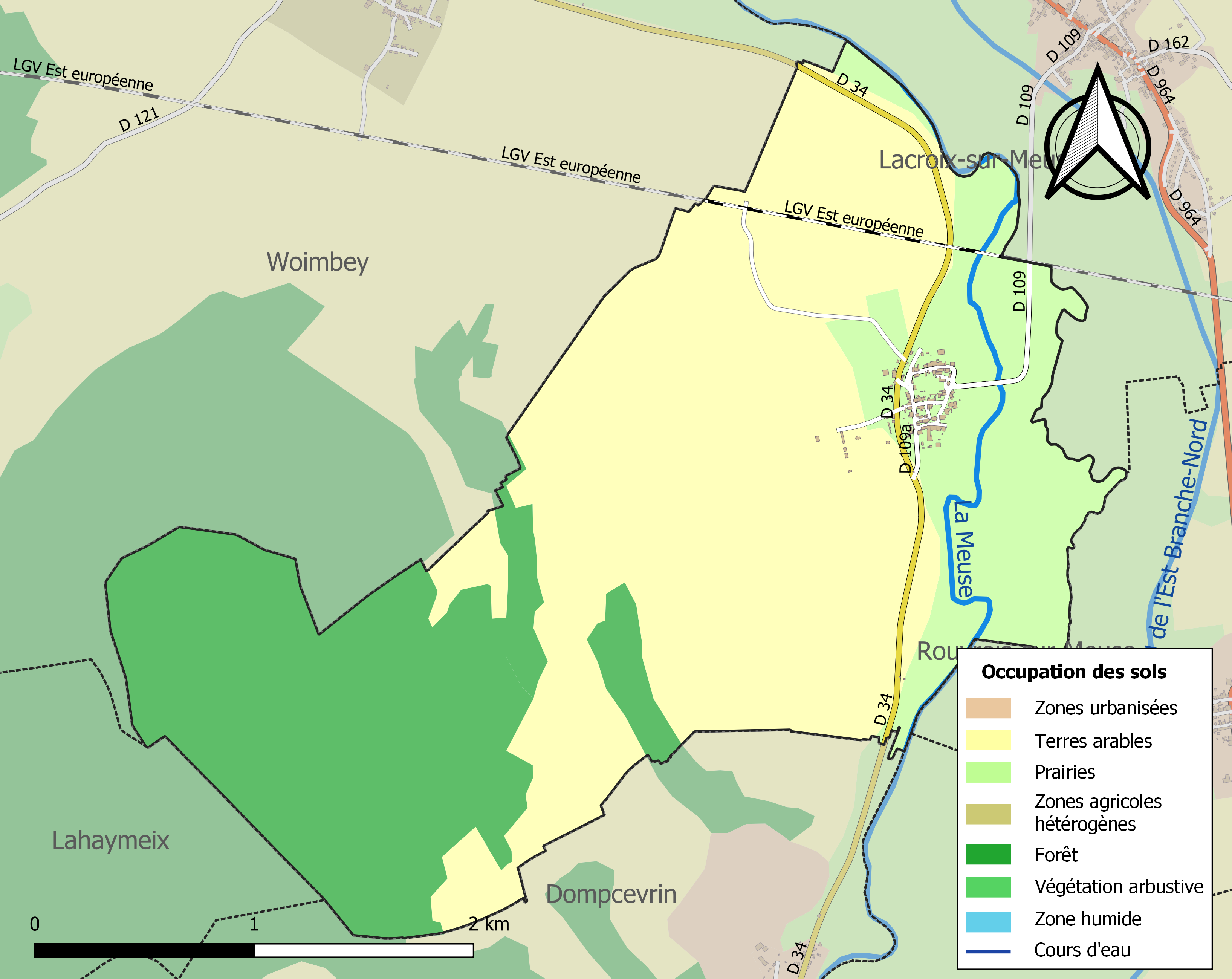
Carte des infrastructures et de l'occupation des sols de la commune en 2018 (CLC).

### Logement
En 2009, 79 % des ménages sont propriétaires de leur logement (Insee).
Le prix de l'immobilier à Bannoncourt, en juillet 2012, est de 883 € au mètre carré pour un appartement et de 874 € au mètre carré pour une maison.

## Toponymie
Bannoncourt tire son nom de l’ancien francique, bano(n) qui signifie « commander ou défendre sous menace de peine » (territoire soumis à la juridiction d’un suzerain) et cortem « ferme, exploitation agricole ».
Le nom va évoluer au fil du temps :
- en 815, dans une charte de Louis le Débonnaire, Banono curtis[22] ;
- Wanumcurtem, dans la description de l'ancien comté de Verdun[23] ;
- Banumcurte, dans le diplôme royal de Zwendebold en 895[24] ;
- puis Banuncurtis, Bannun-curtis, Ballonis-curtis, Warnunci-curtis, Wanum-curtis, Warnumcurt, Bannonis-curtis, Hannoncourt, Banoncort, Banancourt, Banoncourt en 1571[25].

## Histoire

### Préhistoire et Antiquité
Les fouilles archéologiques entreprises en 2009 sur le territoire de Bannoncourt  permettent d'établir l'occupation du site au Mésolithique et au Néolithique.
La voie romaine de Bannoncourt, découverte en 2009, est un vestige de la période gallo-romaine qui débuta par la guerre des Gaules et se termina par l'invasion des Germains, au Ve siècle.

### Moyen Âge
En 1869, lors de la construction de la voie de chemin de fer, une fortification  servant à défendre un gué et une nécropole datant de l'époque mérovingienne sont  mises au jour, au lieu-dit la Chapelle, entre Bannoncourt et Woimbey. En 1106, le pape Pascal II rattache Bannoncourt (Bannonis Curtis) à l'abbaye de Saint-Mihiel. Henri II, comte de Bar, donne à l'abbaye de Saint-Mihiel la grosse dîme et la menue dîme de Bannoncourt, pour la « pitance » des moines. En 1301, par le traité de Bruges, Bannoncourt est rattaché au Barrois non mouvant.
Aux XIVe et XVe siècles, la guerre de Cent Ans, les épidémies, les pillages font de nombreuses victimes, entraînant une baisse de la démographie,,,.
Le 29 octobre 1400, les habitants de Bannoncourt se reconnaissent hommes liges de l'abbé de Saint-Mihiel, à qui ils donnent le titre de monseigneur et aux moines celui de seigneur-moine.

### XVIIesiècleà la fin duXIXesiècle
Au XVIIe siècle, Louis XIII ordonne l'attaque surprise d'un régiment de la cavalerie lorraine, l'offensive se déroule entre Bannoncourt et Rouvrois, le 18 juin 1632. Le roi de France s'étant rendu maître du duché de Bar, les maires de la justice, les lieutenants, ainsi que les autres officiers et greffiers de Bannoncourt prêtent serment de fidélité à leur nouveau souverain, en septembre 1632.
Le 29 octobre 1726, le duc Léopold forme le duché de Hannonville, Bannoncourt y est rattaché.
- L'administration avant la Révolution

Avant la révolution française de 1789, Bannoncourt dépend du bailliage et de la prévôté de Saint-Mihiel ; le curé et l'abbé du monastère exercent la haute, moyenne et bas justice sur les habitants de Bannoncourt, ainsi que sur les sujets de retenue du Roi.
- Le département du Barrois, créé par la loi du 30/01/1790, est divisé en huit districts, chacun comptant plusieurs cantons. Bannoncourt devient chef-lieu d'un des onze cantons du district de Saint-Mihiel. Le 3 messidor de l'an IV (21/06/1796), il est rattaché au canton de Pierrefitte[41],<ref[42].

- Le choléra sévit en 1854, quelques cas se déclarent à Bannoncourt, le 4 août, l'épidémie est vite enrayée[43].
- La guerre de 1870.

La cavalerie saxonne passe, en reconnaissance, à Bannoncourt, le 15/08/1870, puis le 18, le XIIe corps de l'armée prussienne s'installe dans le village et prend possession du pont.
- Création de la ligne de chemin de fer Lérouville-Sedan.

Le 25/08/1868, un décret impérial déclare d'utilité publique le projet de ligne de chemin de fer reliant Lérouville aux Ardennes; un autre décret, du 17/06/1872, en fixe le trajet.  La partie Lérouville-Verdun est exploitée dès le 28/11/1874.
Pendant quelque temps, la gare de Bannoncourt, grâce à son fret, joue un rôle important dans l'économie locale ; les propriétaires des papeteries de Seuzey et les vanniers de Vau-les-Palameix y apportent leur production qui sera vendue dans d'autres régions de France ou à l'étranger.
Vers 1905, des terrassiers italiens exécutant des travaux sur la ligne de chemin de fer, à Bannoncourt, mettent au jour un trésor comprenant quelques bijoux et près de 300 pièces d'or et d'argent.

### XXesiècle

#### Les grandes manœuvres
En 1906, des grandes manœuvres ont lieu à Bannoncourt, le 29e R.I. y participe.

#### La guerre 1914-1918
Le samedi 1er août 1914, à 4 h de l'après-midi, toutes les cloches de France sonnent le tocsin, pour annoncer le commencement de la guerre.
Le 2 août, mobilisation générale, les hommes en âge de combattre doivent se préparer à partir pour le front.
- Bannoncourt point de débarquement

La gare de Bannoncourt dessert le fort de Troyon ; avec son quai militaire, elle devient un point de débarquement.
De nombreux régiments débarquent et embarquent à Bannoncourt du 1er août au 24 septembre 1914 (94e RI et le 2e bataillon du 106e ; les 1re, 2e, 3e compagnies du 76e RI ; le 46e RI ; des éléments non endivisionnés de l'artillerie de corps...).(Ref, historique des régiments).
À partir du 10 août, par trains successifs, les compagnies mobilisées du 5e E.T.E.M. débarquent dans la région de Saint-Mihiel et à Bannoncourt, soit un total de 107 unités pour l'ensemble du 5e escadron du Train (environ 10 000 hommes et 10 à 12 000 chevaux).
À la prise de Saint-Mihiel, le 25 septembre 1914, l'armée allemande se rend maître de la ligne de chemin de fer Lérouville-Sedan.
- Les combats à Bannoncourt

Le 11 et 12 septembre 1914, Bannoncourt est bombardée ainsi que le fort de Troyon.
Le 23, les actions de l’artillerie allemandes sont très violentes, les habitants de Bannoncourt fuient sur les routes, sous une pluie d'obus.
L’état-major ordonne, à la 65e D.R., de se porter dans la région de Bannoncourt et de tenir, avec la 75e,  le front Bannoncourt-Chauvoncourt, pour interdire le passage de la Meuse à l’ennemi. Ces divisions sont appuyées par le 42e colonial et le 258e régiment.
Le 24, la gare de Bannoncourt est évacuée, sous le feu de l'ennemi.
En octobre et en décembre 1914, l'artillerie allemande arrose Bannoncourt et ses crêtes,.
Le 21 février 1916, une offensive ennemie se déclenche, Bannoncourt est bombardée par des pièces à longue portée. (Historique du 29e R.I.).
En avril 1918, la 2e division du 15e régiment d'artillerie de campagne de l'American Expeditionary Force combat à Bannoncourt ; durant cette action, le capitaine Charles Gardiner Helmick se distingue par sa bravoure et sera décoré de la Silver Star Citation.
Le 12 septembre 1918, la bataille de Saint-Mihiel est déclenchée par les Alliés ; pendant l'offensive, le 52e régiment d'infanterie coloniale est déployé à Bannoncourt. Le 13, le saillant de Saint-Mihiel est libéré, faisant 7 000 morts parmi les alliés.
Le 17 et 18 octobre 1918, on observe une augmentation importante de l'activité aérienne, un avion ennemi est abattu lors d’un combat aérien, il s'écrase près de Bannoncourt, Robert Faber et Paul Pietzsch sont tués.

#### L'entre-deux-guerres
Après la guerre, les habitants reviennent à Bannoncourt, mais beaucoup d’habitations sont détruites ; en attendant la reconstruction du village qui va durer une décennie, un village provisoire est érigé, constitué de baraques, d'une mairie, d'une école, d'une église. 
Le 30 avril 1927, le député Taton-Vassal inaugure le monument aux morts, où sont inscrits les noms des 19 Bannoncourtois tombés aux combats, durant ces quatre années de conflit.

#### La guerre 1939-1945
Après l'invasion de la Pologne par les Allemands, la France et le Royaume-Uni entrent en guerre contre l'Allemagne, le 3 septembre 1939.
Le 14 juin 1940, le 96e GRDI (groupe de reconnaissance) combat à Bannoncourt ; le 16 juin, la confusion est extrême, car les soldats du 1er R.I.C., livrant bataille, sont mêlés au flot des réfugiés, fuyant devant l’ennemi.
La 76e division allemande installe son campement à Bannoncourt, dans la nuit du 16 au 17 juin 1940. À l'aube, elle reprend sa marche vers Saint-Mihiel et Commercy. Le gros de la division est précédé par le 203e régiment d'infanterie allemand qui répriment toute résistance.
Le maréchal Pétain signe l'armistice avec l'Allemagne, le 22 juin 1940. Bannoncourt se trouve dans la zone interdite, les habitants, qui avaient fui durant l’offensive allemande ou lors de l'exode, sont interdits de rentrer chez eux, dans un premier temps.
Sur le territoire de Bannoncourt, le 3 novembre 1943, un pylône de ligne à haute tension est saboté à l'explosif, par la Résistance.
La 80th Infantry Division Blue Ridge libère Saint-Mihiel, le 1er septembre 1944.

## Politique et administration

### Administration municipale

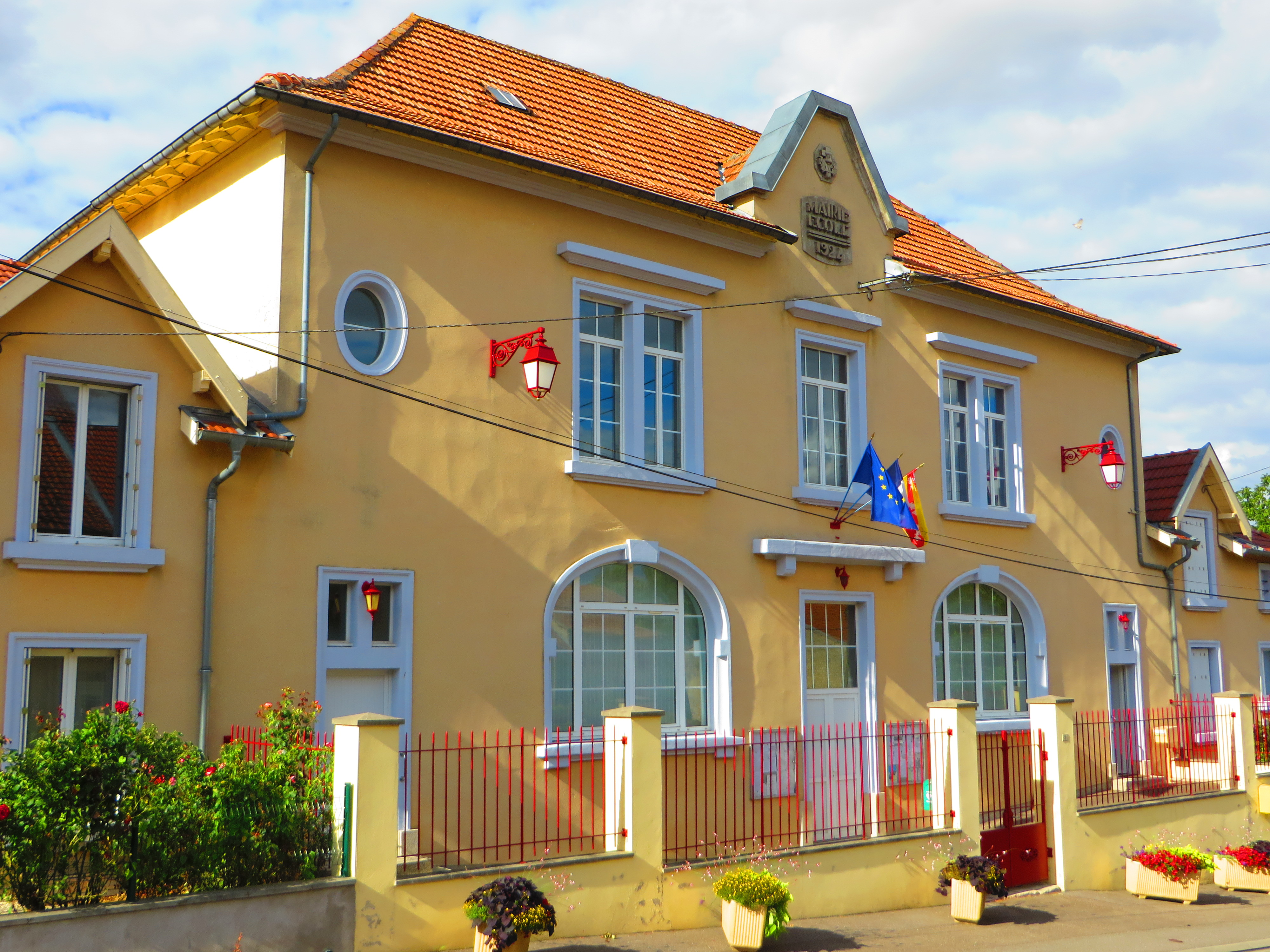
La mairie.

Le conseil municipal de Bannoncourt est constitué de 11 conseillers dont le maire, Michel Montégu.

### Instances judiciaires et administratives
Bannoncourt relève des juridictions des tribunaux d'instance et de grande instance de Bar-le-Duc, dans le ressort de la cour d'appel de Nancy.
Bannoncourt fait partie du canton de Pierrefitte-sur-Aire, lui-même situé dans le département de La Meuse et la région de Lorraine. La commune appartient à la première circonscription de la Meuse.

### Intercommunalité
Bannoncourt dépend d'un établissement public de coopération intercommunale (EPCI), il est rattaché à la communauté de communes du Sammiellois qui regroupe 19 communes.

### Liste des maires
| Période                                  | Période   | Identité             | Étiquette | Qualité           |
| ---------------------------------------- | --------- | -------------------- | --------- | ----------------- |
| Les données manquantes sont à compléter. |           |                      |           |                   |
| mars 2001                                | mars 2014 | Claude Villain       | DVD       |                   |
| mars 2014                                | mai 2020  | Michel Montégu       |           |                   |
| mai 2020                                 | En cours  | Véronique Jacquesson |           | Ancienne employée |

## Population et société

### Démographie

#### Évolution démographique
L'évolution du nombre d'habitants est connue à travers les recensements de la population effectués dans la commune depuis 1793. Pour les communes de moins de 10 000 habitants, une enquête de recensement portant sur toute la population est réalisée tous les cinq ans, les populations de référence des années intermédiaires étant quant à elles estimées par interpolation ou extrapolation. Pour la commune, le premier recensement exhaustif entrant dans le cadre du nouveau dispositif a été réalisé en 2004.

En 2022, la commune comptait 161 habitants, en évolution de +5,23 % par rapport à 2016 (Meuse : −4,4 %, France hors Mayotte : +2,11 %).
| 1793 | 1800 | 1806 | 1821 | 1831 | 1836 | 1841 | 1846 | 1851 |
| ---- | ---- | ---- | ---- | ---- | ---- | ---- | ---- | ---- |
| 343  | 360  | 375  | 383  | 378  | 378  | 383  | 385  | 374  |

| 1856 | 1861 | 1866 | 1872 | 1876 | 1881 | 1886 | 1891 | 1896 |
| ---- | ---- | ---- | ---- | ---- | ---- | ---- | ---- | ---- |
| 365  | 364  | 377  | 359  | 355  | 375  | 339  | 328  | 296  |

| 1901 | 1906 | 1911 | 1921 | 1926 | 1931 | 1936 | 1946 | 1954 |
| ---- | ---- | ---- | ---- | ---- | ---- | ---- | ---- | ---- |
| 296  | 276  | 269  | 228  | 266  | 242  | 217  | 191  | 201  |

| 1962 | 1968 | 1975 | 1982 | 1990 | 1999 | 2004 | 2006 | 2009 |
| ---- | ---- | ---- | ---- | ---- | ---- | ---- | ---- | ---- |
| 166  | 165  | 155  | 151  | 163  | 195  | 185  | 182  | 174  |

| 2014 | 2019 | 2022 | - | - | - | - | - | - |
| ---- | ---- | ---- | - | - | - | - | - | - |
| 161  | 159  | 161  | - | - | - | - | - | - |

#### Pyramide des âges
La population de la commune est relativement jeune.
En 2018, le taux de personnes d'un âge inférieur à 30 ans s'élève à 34,6 %, soit au-dessus de la moyenne départementale (32,4 %). À l'inverse, le taux de personnes d'âge supérieur à 60 ans est de 24,5 % la même année, alors qu'il est de 29,6 % au niveau départemental.
En 2018, la commune comptait 72 hommes pour 85 femmes, soit un taux de 54,14 % de femmes, largement supérieur au taux départemental (50,49 %).
Les pyramides des âges de la commune et du département s'établissent comme suit.
| Hommes | Classe d’âge | Femmes |
| ------ | ------------ | ------ |
| 0,0    | 90 ou +      | 1,2    |
| 8,2    | 75-89 ans    | 5,8    |
| 19,2   | 60-74 ans    | 15,1   |
| 26,0   | 45-59 ans    | 15,1   |
| 19,2   | 30-44 ans    | 22,1   |
| 11,0   | 15-29 ans    | 9,3    |
| 16,4   | 0-14 ans     | 31,4   |

| Hommes | Classe d’âge | Femmes |
| ------ | ------------ | ------ |
| 0,8    | 90 ou +      | 2,2    |
| 7,6    | 75-89 ans    | 11     |
| 20,2   | 60-74 ans    | 20,5   |
| 20,6   | 45-59 ans    | 20     |
| 17,4   | 30-44 ans    | 16,8   |
| 16,7   | 15-29 ans    | 13,6   |
| 16,8   | 0-14 ans     | 15,8   |

### Enseignement
Bannoncourt dépend de l'académie de Nancy-Metz et de l'inspection académique de la Meuse.
L'école maternelle et l'école primaire se trouvent à Lacroix-sur-Meuse.
Le collège Les Avrils se situe à Saint-Mihiel.
Verdun compte quatre lycées : le lycée Jean-Auguste-Margueritte, le lycée professionnel Alain-Fournier, le lycée professionnel mixte Eugène-Freyssinet, le pôle Martial-Brousse de l'EPLE agricole de la Meuse  et deux établissements privés : le collège Saint-Jean, la cité scolaire Sainte-Anne.

### Manifestations culturelles et festivités
En juin, une brocante a lieu dans les rues du village.
En décembre, le comité des fêtes organise la venue de saint Nicolas et les agapes des aînés.

### Santé
Un défibrillateur cardiaque est installé près du portail de la mairie.
Les services de santé de Lacroix-sur-Meuse (2,1 km) comptent un médecin généraliste, un dentiste, un kinésithérapeute, une infirmière, une pharmacie, un service à domicile pour personnes âgées et personnes dépendantes.
Un médecin exerce aux Paroches, à 6,6 km.
Les services de santé de Saint-Mihiel (9,2 km) comprennent cinq médecins généralistes, trois kinésithérapeutes, un podologue, un gynécologue, trois dentistes, cinq infirmières, deux pharmacies, CENTR’AID (centre pour soins aux toxicomanes), un centre médico psychologique, un centre médico-social, un centre de planification, un orthophoniste, un ostéopathe, des ambulanciers.
Les centres hospitaliers les plus proches sont à Saint-Mihiel (9,2 km), Verdun (28 km), Commercy (28 km) et Bar-Le-Duc (41 km).

### Sports
Bannoncourt possède un terrain de grands jeux pour pratiquer le football, le rugby…
Lacroix-sur-Meuse, à 2,1 km, propose une salle d'arts martiaux, un terrain de football et un court de tennis.
Saint-Mihiel, à 9,2 km, offre des courts de tennis, une piscine, un site naturel d'escalade, un complexe sportif, un terrain basket-handball, une piste de motocross et un club de kayak.

## Économie

### Revenus de la population et fiscalité
En 2010, le revenu fiscal médian par ménage était de 19 499 €, ce qui plaçait Bannoncourt au 22 219e rang parmi les 31 347 communes de plus de 50 ménages en métropole.

### Emploi
Au 31 décembre 2009, les emplois sont répartis ainsi : 50 % dans l’agriculture, 37,5 % dans le commerce, transport, services divers et 12,5 % dans l'administration publique, enseignement, santé, action sociale (Insee).
Le 31 décembre 2011, 9 Bannoncourtois sont à la recherche d’un emploi (Pôle emploi).
Pôle emploi se situe à Commercy (22,7 km) ou Verdun (24,7 km de Bannoncourt).

### Entreprises et commerces
Bannoncourt compte une entreprise dans l’immobilier, quatre entreprises dans le domaine de l'énergie renouvelable, et cinq entreprises dans le domaine de l’agriculture (deux agriculteurs et agriculteurs éleveurs, un exploitant éleveur, un exploitant de forêts, un entrepreneur en travaux, conseils et gestion des forêts).
Le village n’a aucun commerce.

## Culture locale et patrimoine

### Lieux et monuments
- L'église Saint-Nicolas, de style ogival-flamboyant, est édifiée vers 1515. Des restaurations importantes sont entreprises, en 1867 ; le monument s’agrandit d’une travée et sa vieille tour est remplacée par un clocher ogival, en 1890 ; après la guerre 1914-1918, l’église, très endommagée, est reconstruite[80].
- La chapelle de Saint-Hillier (Sainte-Laie) et la chapelle de Notre-Dame de Lambruselle avec son ermitage, étaient bâties sur le territoire de Bannoncourt, mais elles ont été détruites depuis bien longtemps[81].
- Bannoncourt compte trois calvaires : la croix du Poteau, près de la station de captage, la croix du Grand Pont, au croisement de la route de Lacroix-sur-Meuse et du chemin de Dompcevrin et la croix dans le cimetière. Sur ces monuments, on peut lire « O Crux ave, spes unica » signifiant  Salut, ô croix, unique espérance , tiré de l'hymne attribué à Venance Fortunat (évêque de Poitiers au VIe siècle)[82].
- La stèle érigée, près de l’église, nous rappelle que ce lieu a été un cimetière, pendant onze siècles.
- Le monument aux morts de Bannoncourt se dresse près de la mairie, pour commémorer les 19 Bannoncourtois tués ou disparus, lors de la grande guerre (1914-1918)[83].
- Le pont de Bannoncourt a été détruit pendant la guerre 1914-1918 puis reconstruit entre 1920-1930.

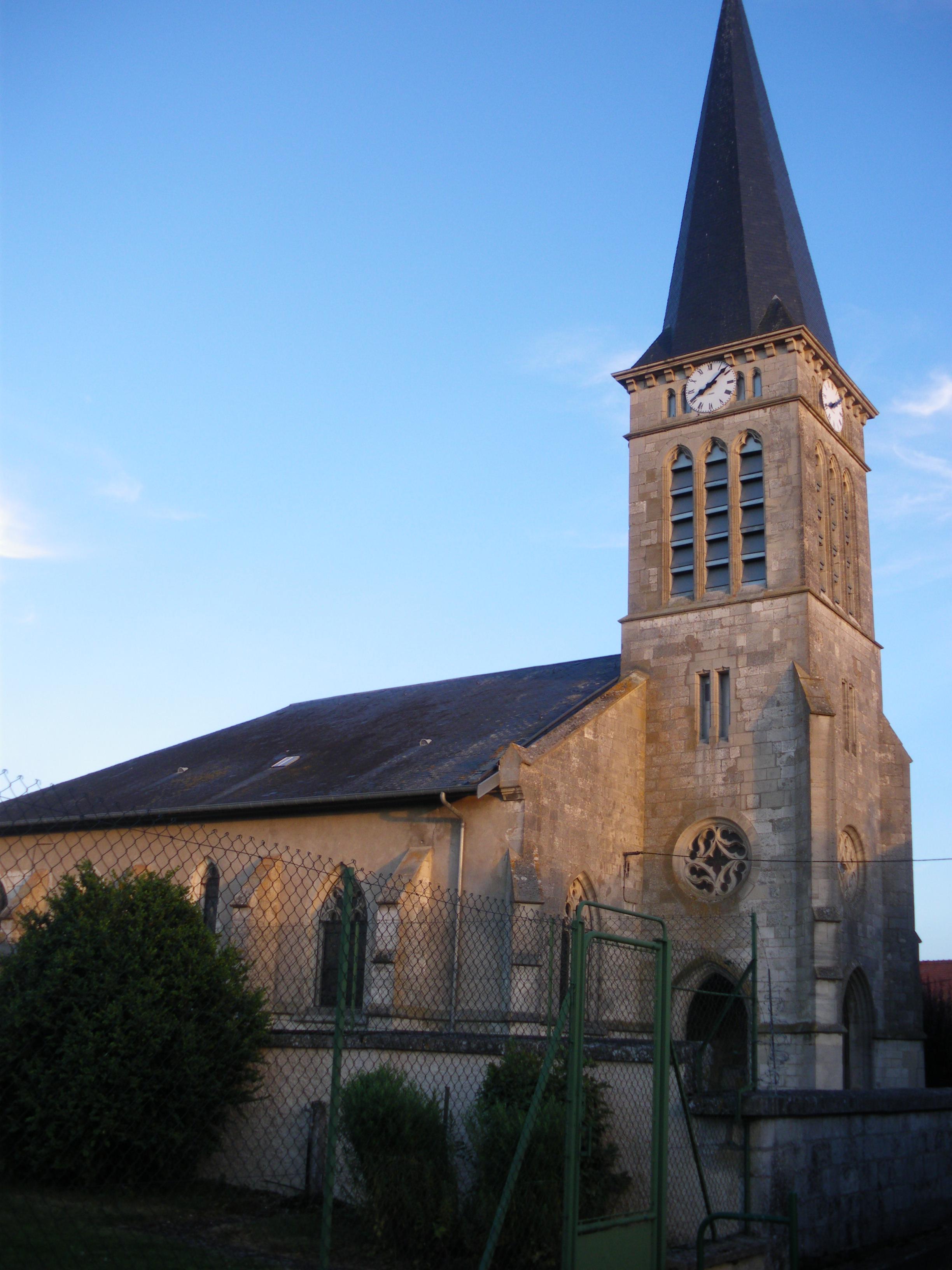
L'église Saint-Nicolas.
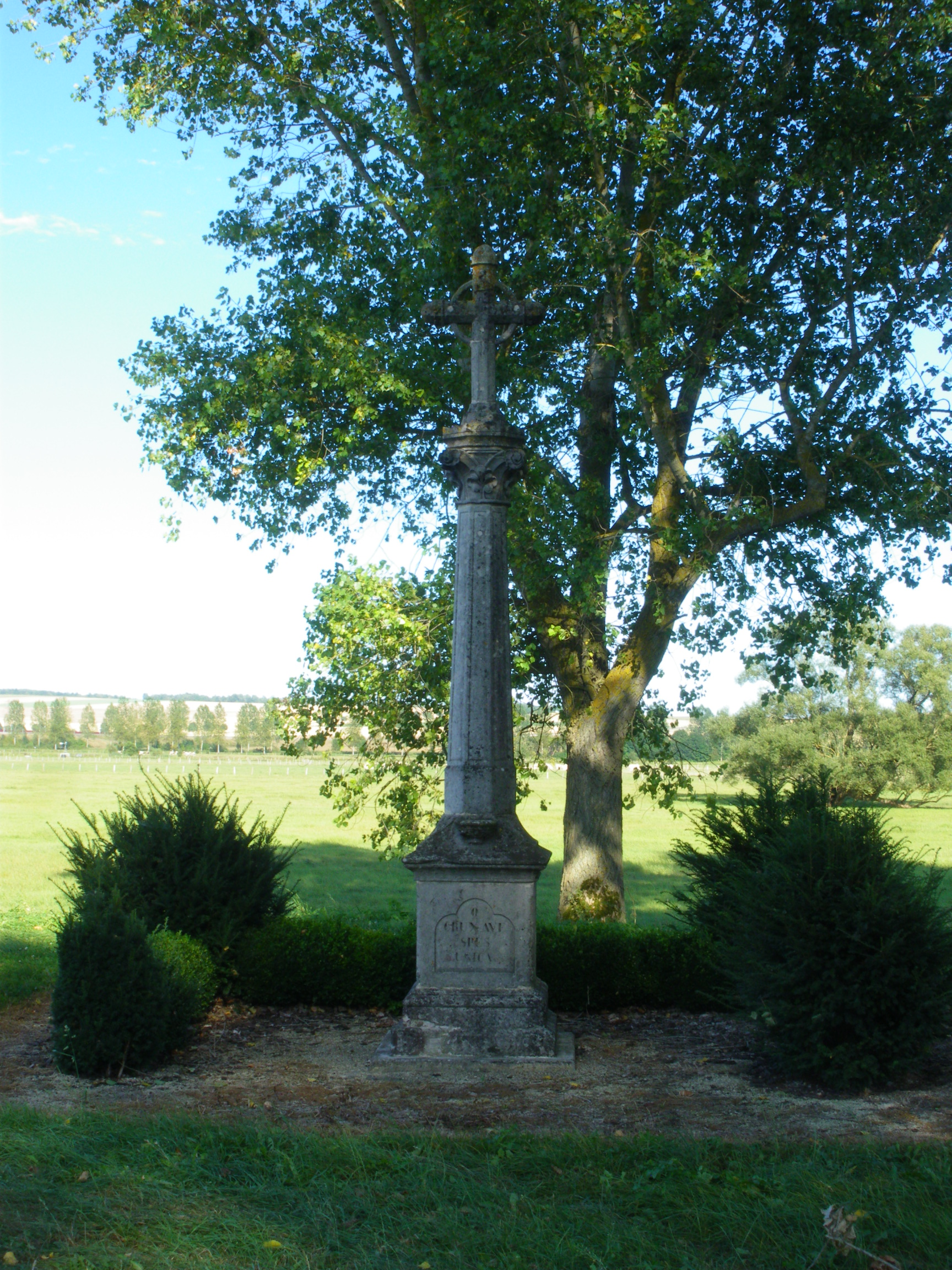
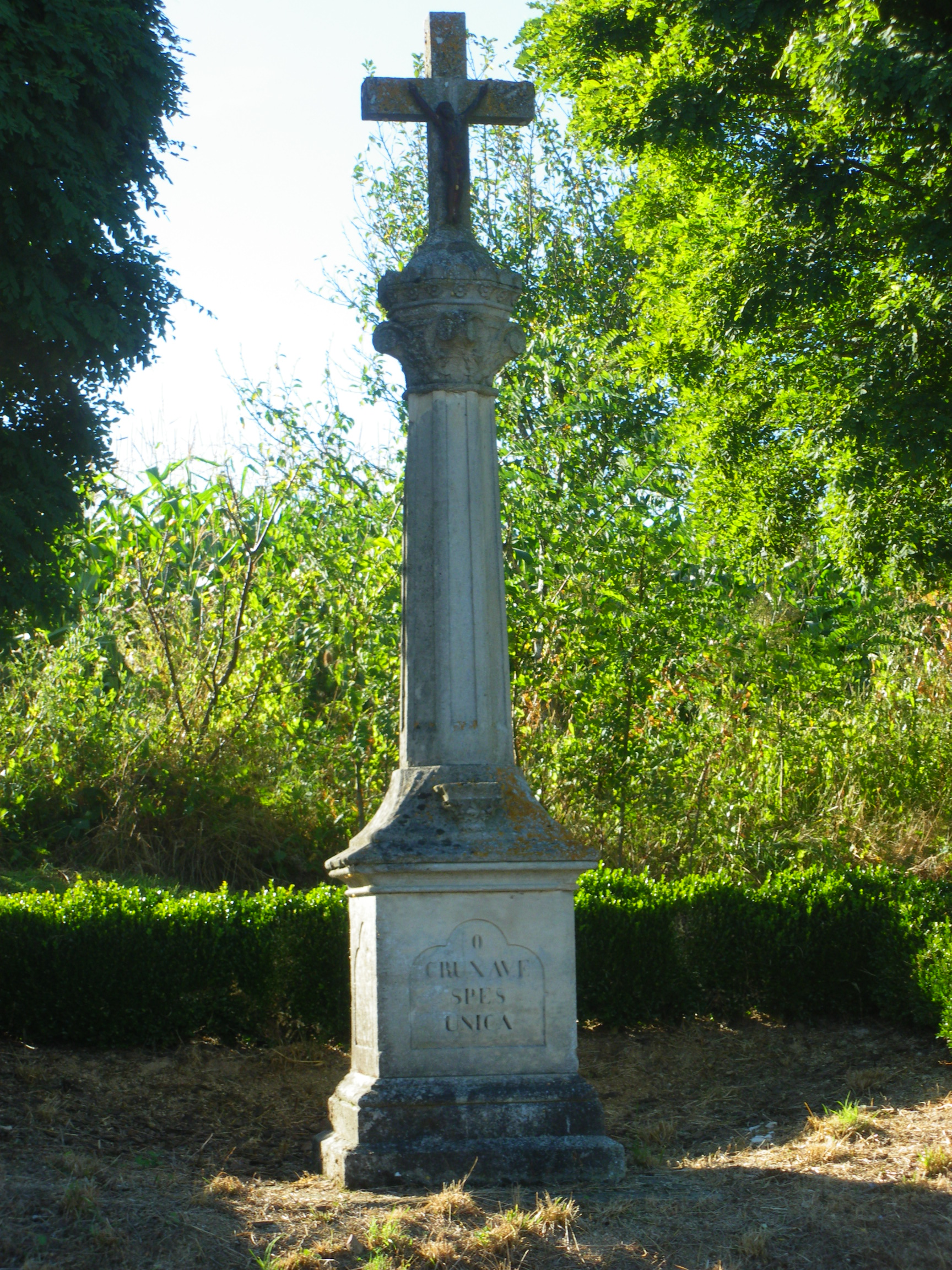
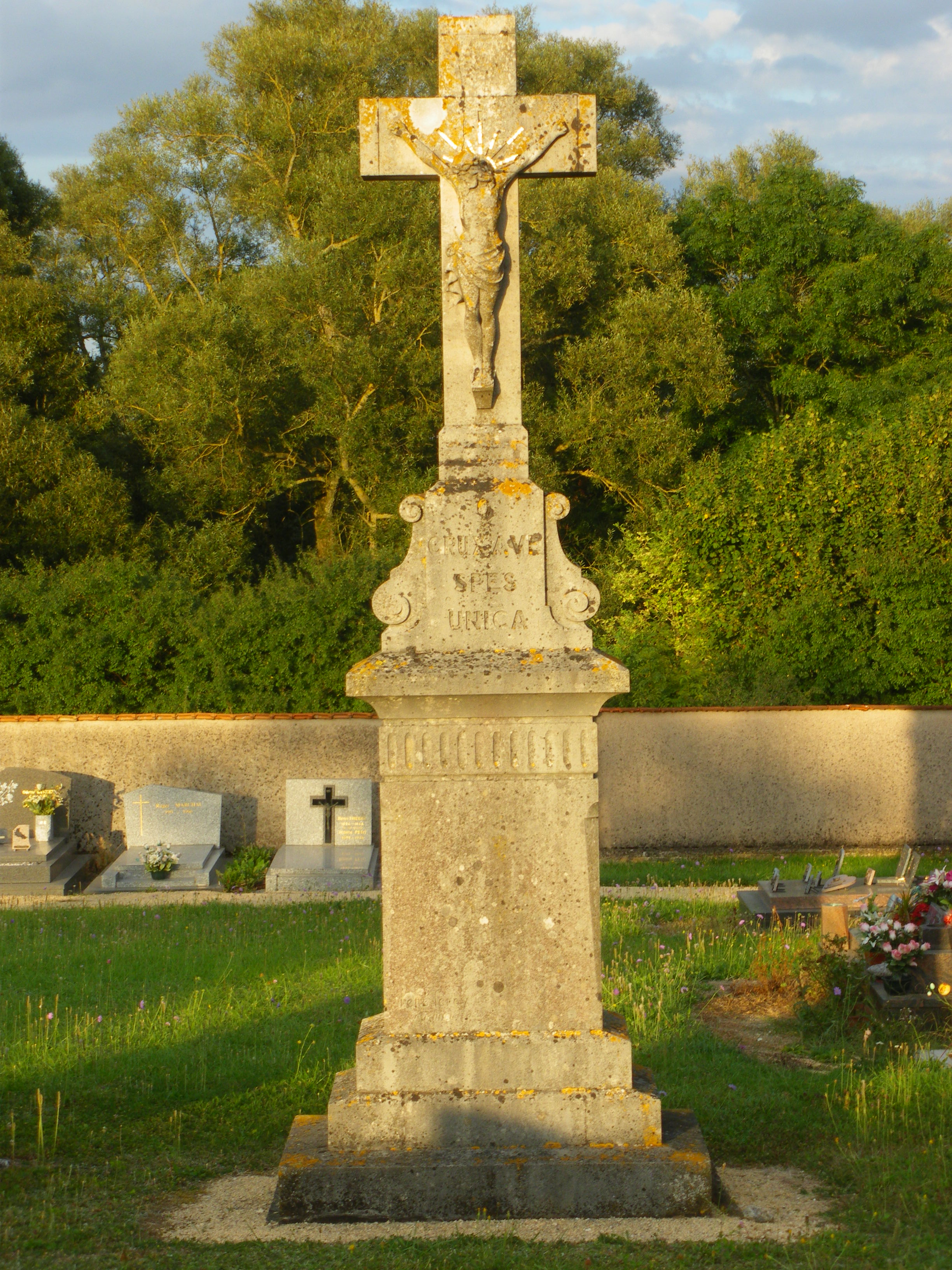
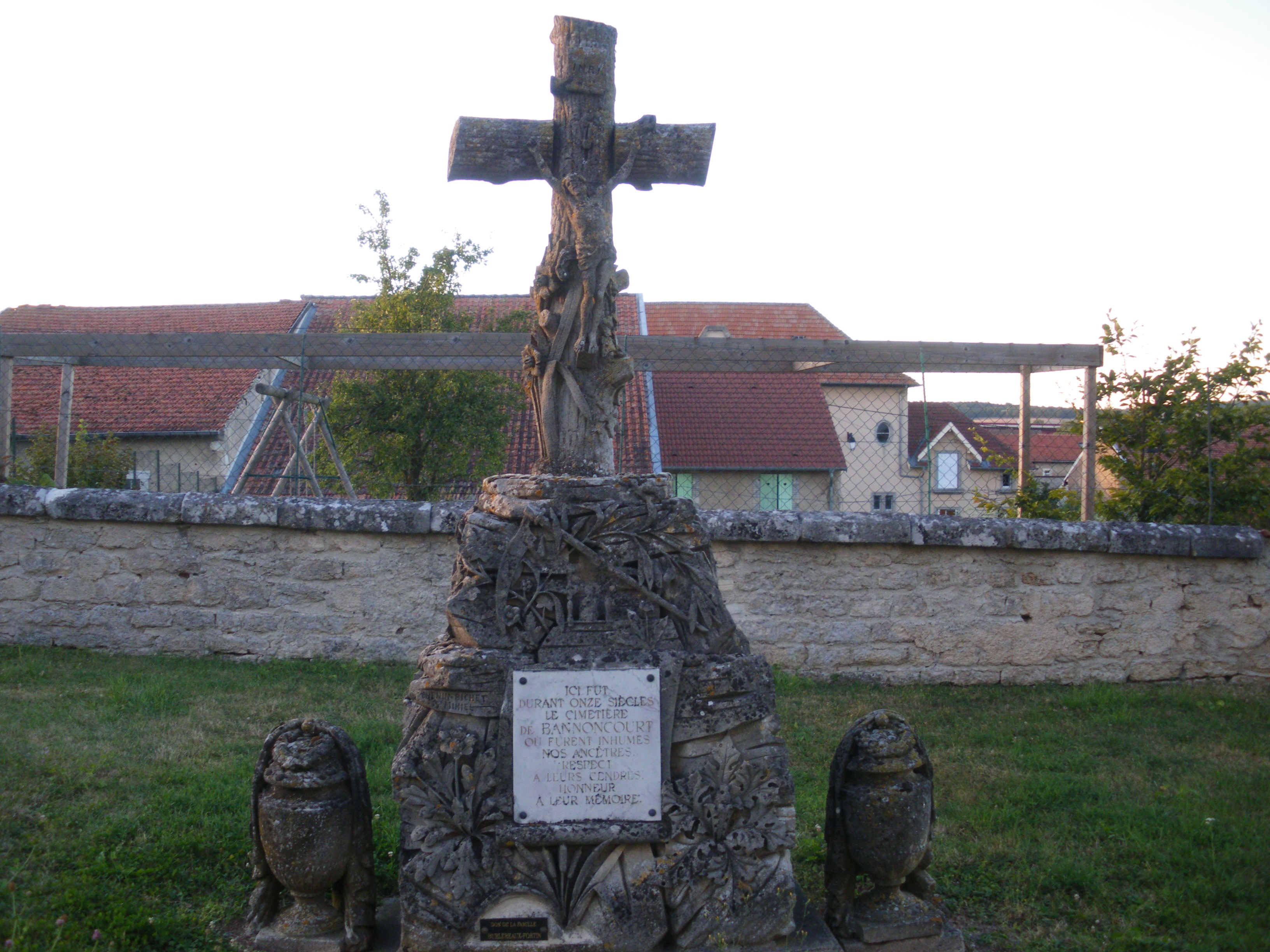
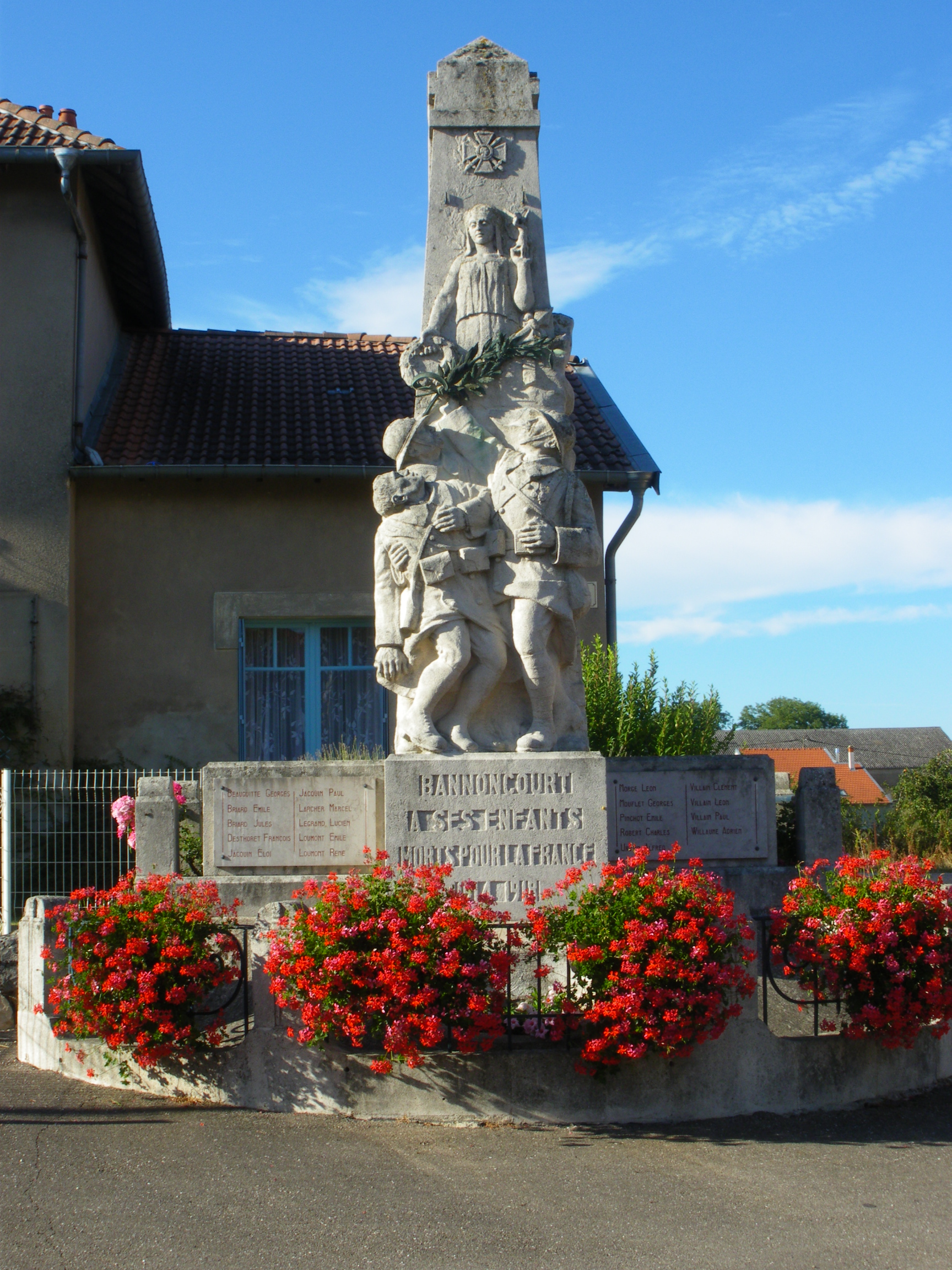
Le monument aux morts.
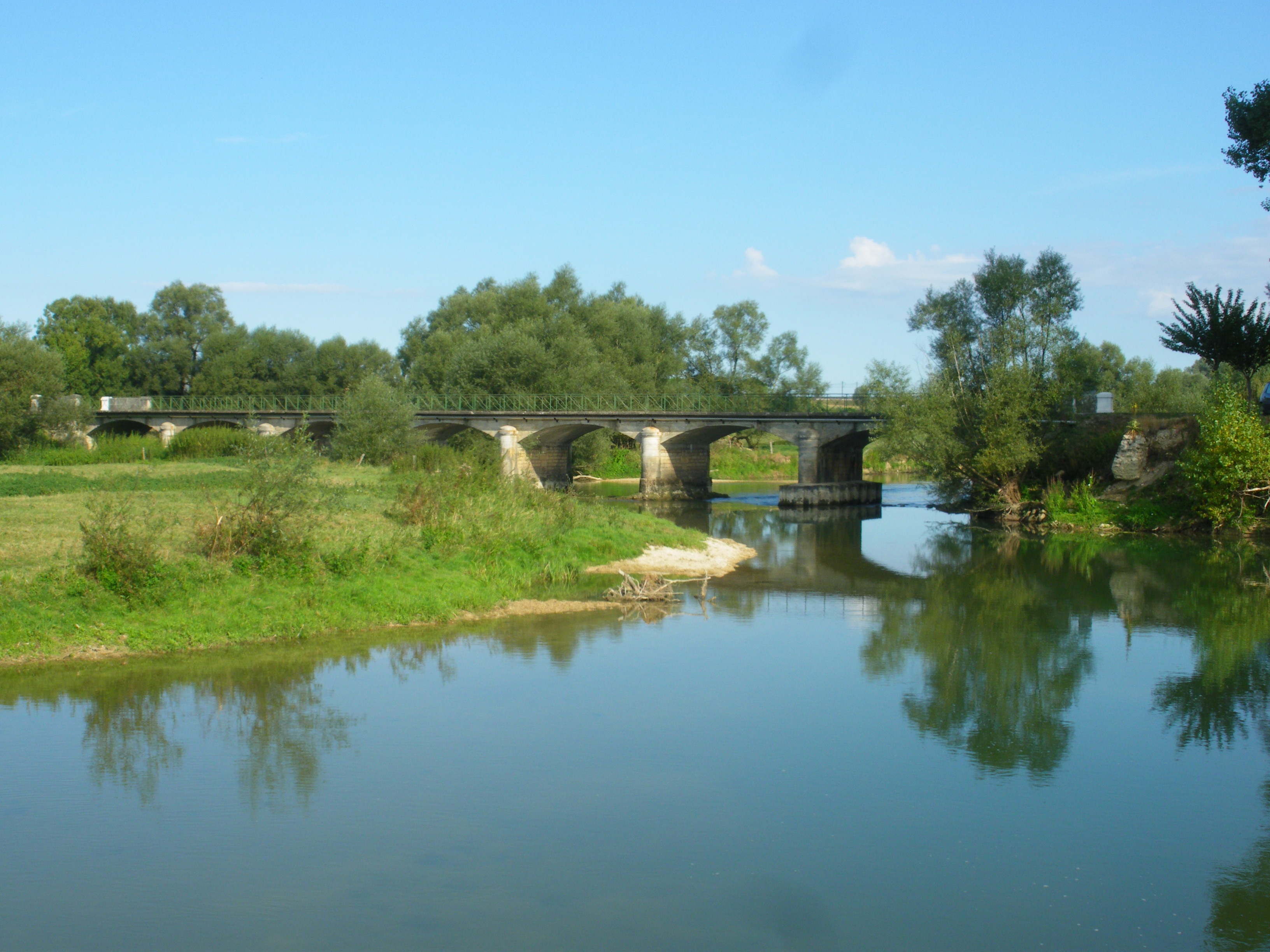

#### Viaduc de la Meuse
Le viaduc de la Meuse, ouvrage d'art de la LGV Est européenne, passe sur le territoire de la commune. Conçu par l'architecte Alain Spielmann, c'est un ouvrage ferroviaire de la LGV Est européenne qui franchit la vallée de la Meuse entre Bannoncourt et Lacroix-sur-Meuse.
Il comporte deux tronçons : 
- l'un mesurant 602,5 mètres, avec 12 arches, enjambant la Meuse, des routes, une voie ferrée et un pont ;
- l'autre enjambant le canal de l’Est, mesurant 300 mètres avec 11 travées.

Un remblai de 300 mètres sépare ces deux ouvrages.
Les grands travaux de génie civil débutent en été 2002. Les équipements ferroviaires sont posés à partir de 2004. La LGV Est européenne est mise en service le 10 juin 2007.

##### Contraintes environnementales
Le viaduc se situe dans le parc naturel régional de Lorraine et traverse une vallée classée en zone de protection spéciale (ZPS) du réseau européen Natura 2000.
La construction du viaduc de la Meuse a permis de découvrir un poisson préhistorique très rare, dont on avait perdu la trace dans les régions de l'Est de la France : la loche d'étang, surnommée « poisson météo », car il vit enfoui dans la vase et n’en sort qu’avant les orages.
À Bannoncourt et à Lacroix-sur-Meuse, au lieu du franchissement du viaduc, les crues du fleuve Meuse sont fréquentes.
Le risque d'aggravation des inondations est une des préoccupations majeures des riverains, des élus locaux et des associations, car la largeur de la vallée de la Meuse  ne permet pas un franchissement en viaduc « intégral », un remblai partiel est nécessaire, ce qui suscite beaucoup d’oppositions. Devant les craintes répétées des agriculteurs, et à la demande de la préfecture de la Meuse et des acteurs locaux, il est décidé d’allonger d’une travée le viaduc de la Meuse. Ce principe de précaution extrême vise à rendre « transparente » la ligne vis-à-vis de l'eau, c’est-à dire que la LGV Est européenne n'aggrave pas le phénomène de crue.

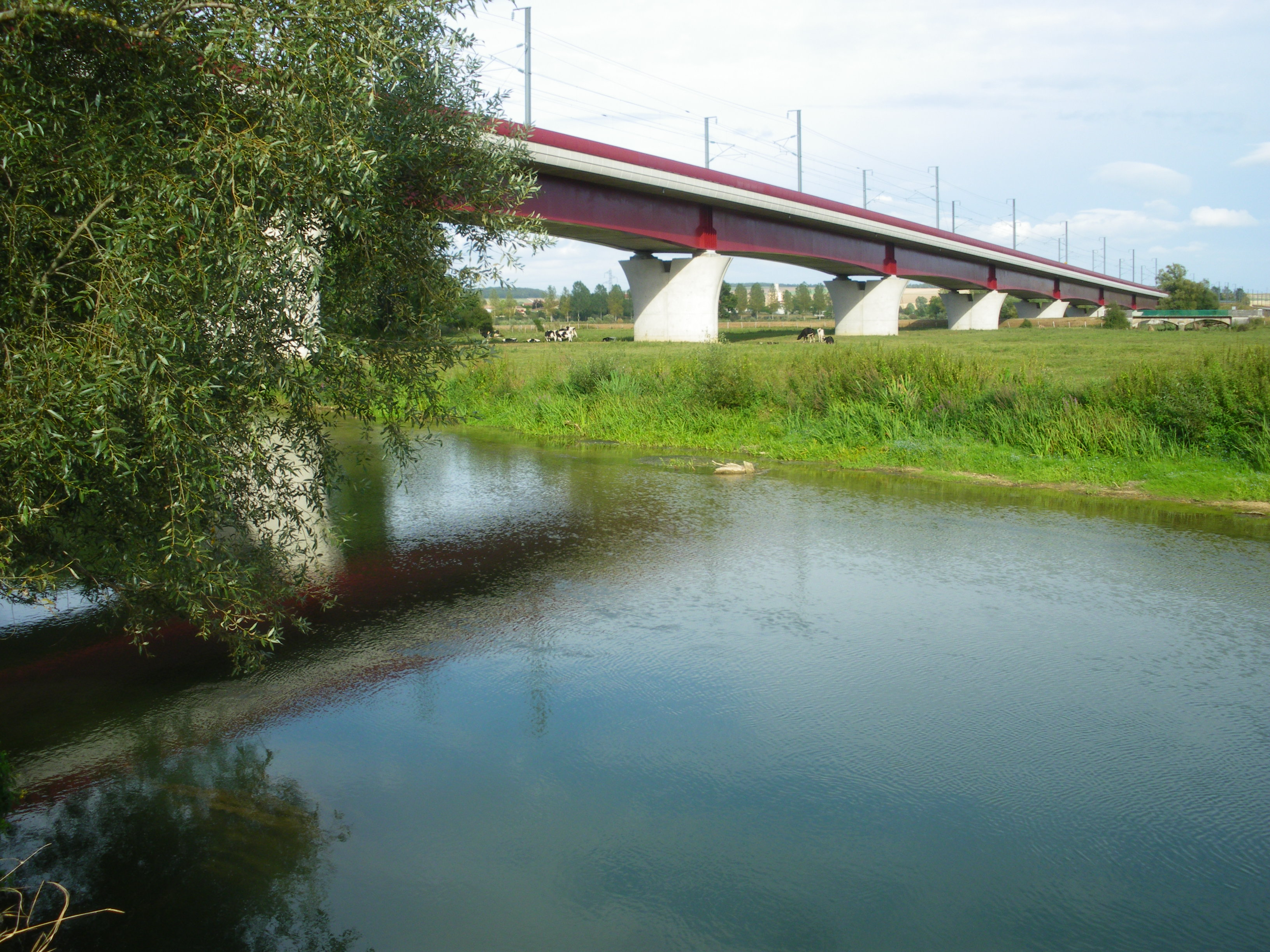
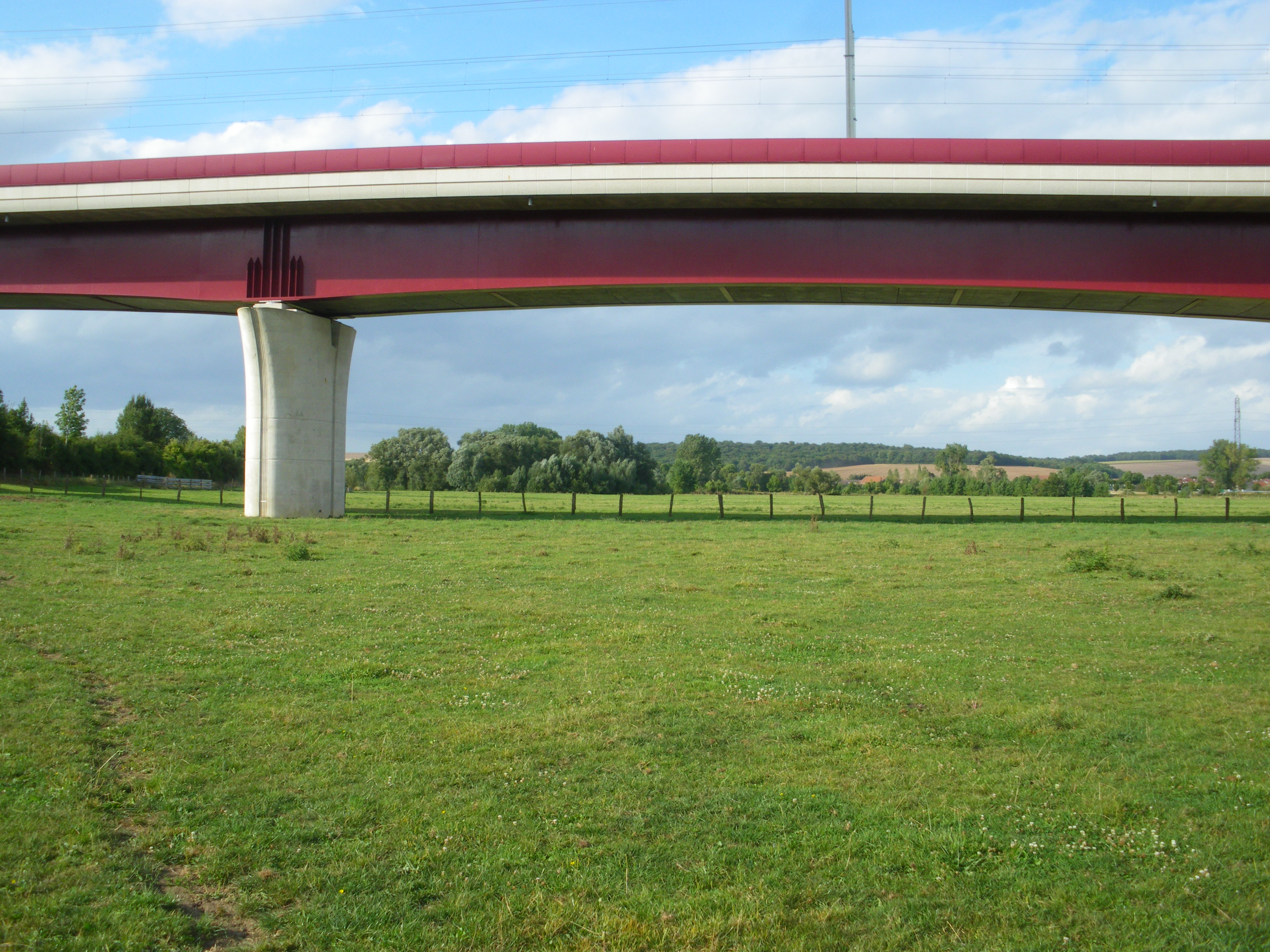
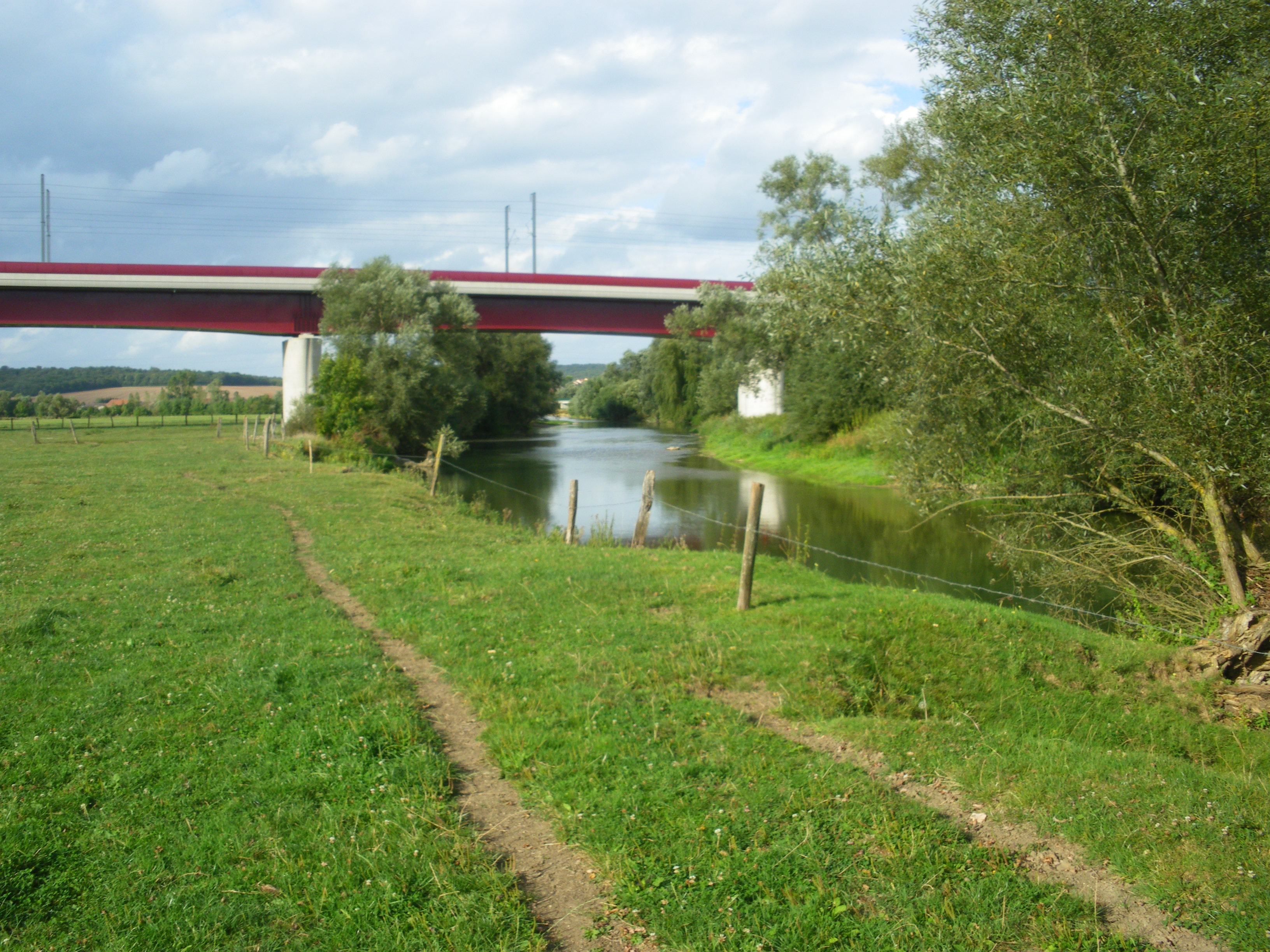
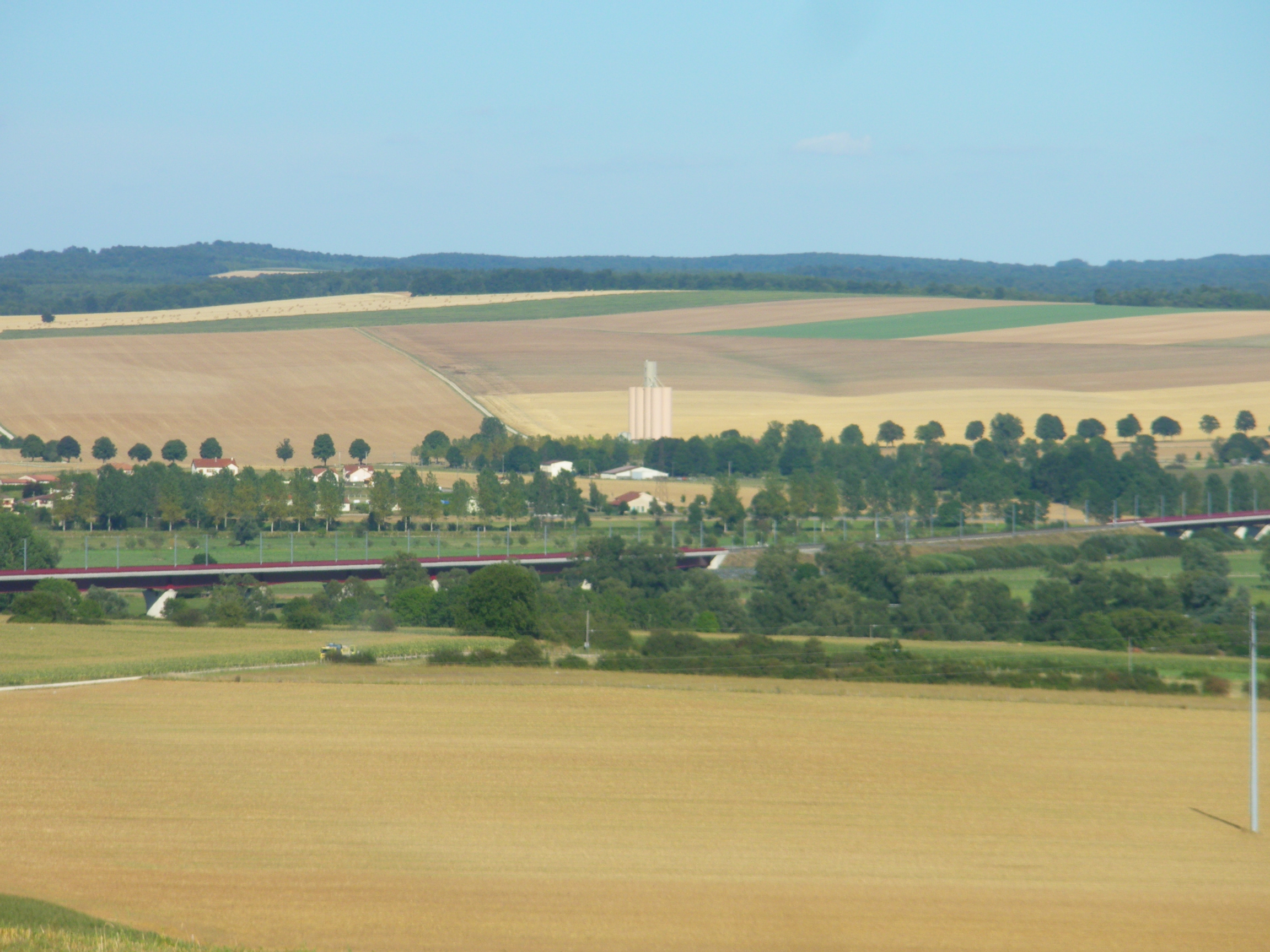
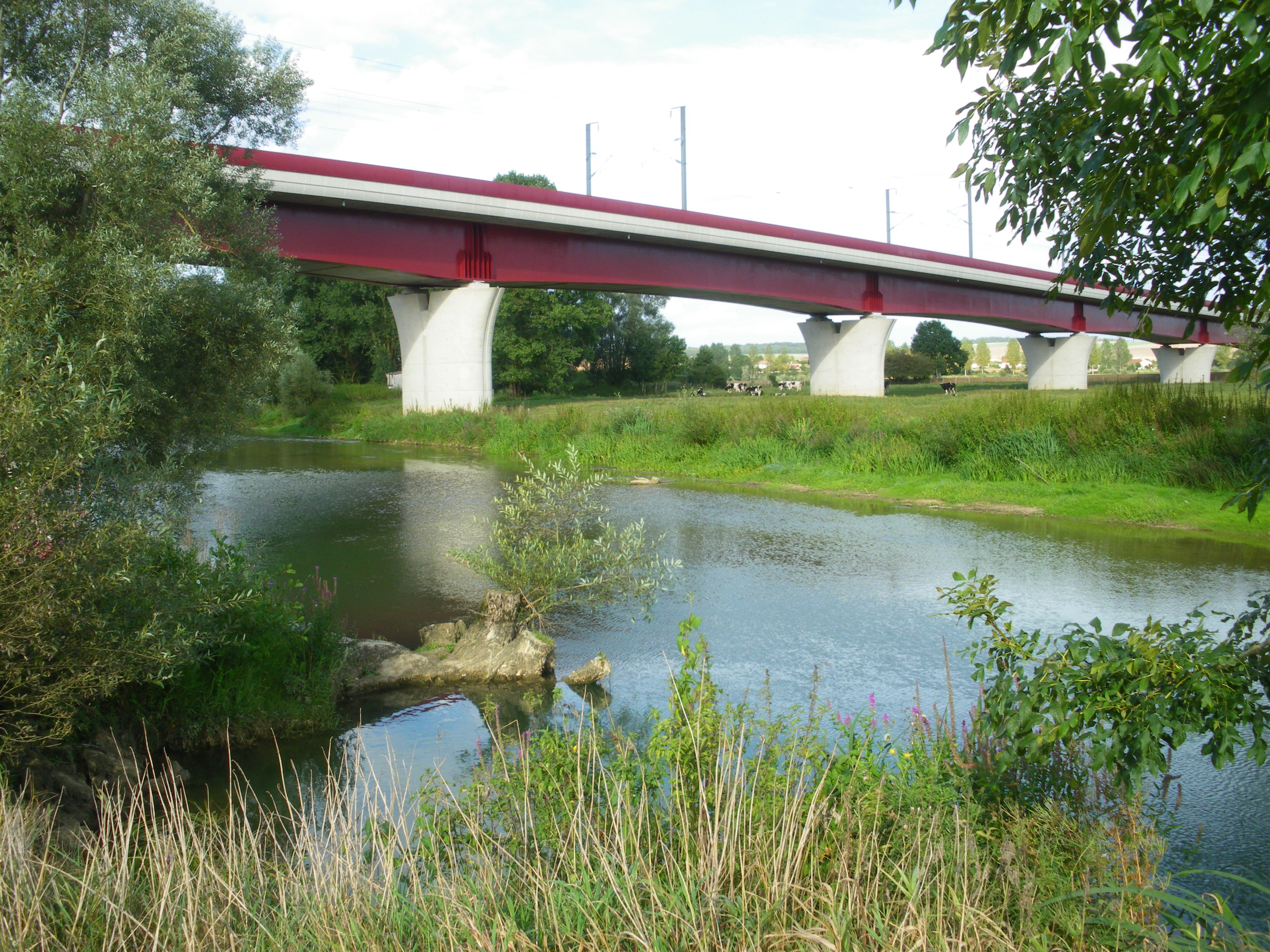

##### Record du monde
Le 3 avril 2007, le record du monde de vitesse est battu (574,8 km/h) sur les rails de la LGV Est européenne, le parcours passe par le viaduc de Meuse.

### Patrimoine naturel
- Site Natura 2000  Vallée de la Meuse

La vallée de la Meuse se caractérise par de vastes zones de prairies de fauche et un fleuve aux nombreux méandres. Ces herbages naturels, régulièrement inondés, ont une grande valeur biologique, tant sur le plan de la flore que de la faune.
Considérée comme un des derniers fleuves « sauvages » de France, la Meuse, par sa diversité d’habitats, offre un biotope remarquable pour de nombreux oiseaux nicheurs ou de passage. La présence de nombreuses espèces d’oiseaux  comme la grue cendrée, le cygne, le héron cendré, l’aigrette garzette, le faucon, la mouette rieuse, le courlis cendré, le vanneau huppé…, justifie l’inscription d’une partie de Bannoncourt au « Site Natura 2000  Vallée de la Meuse ».
- Les bois

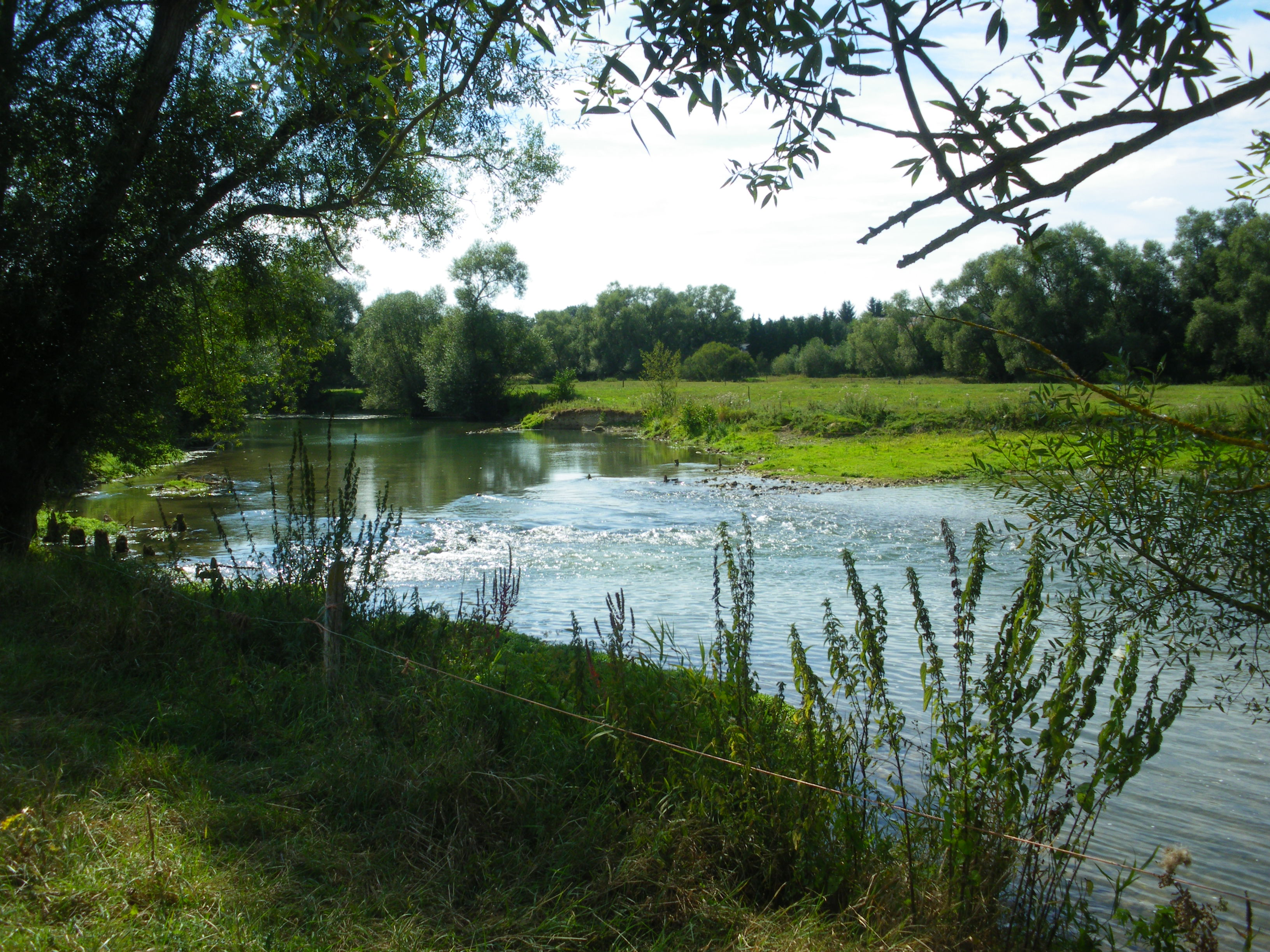
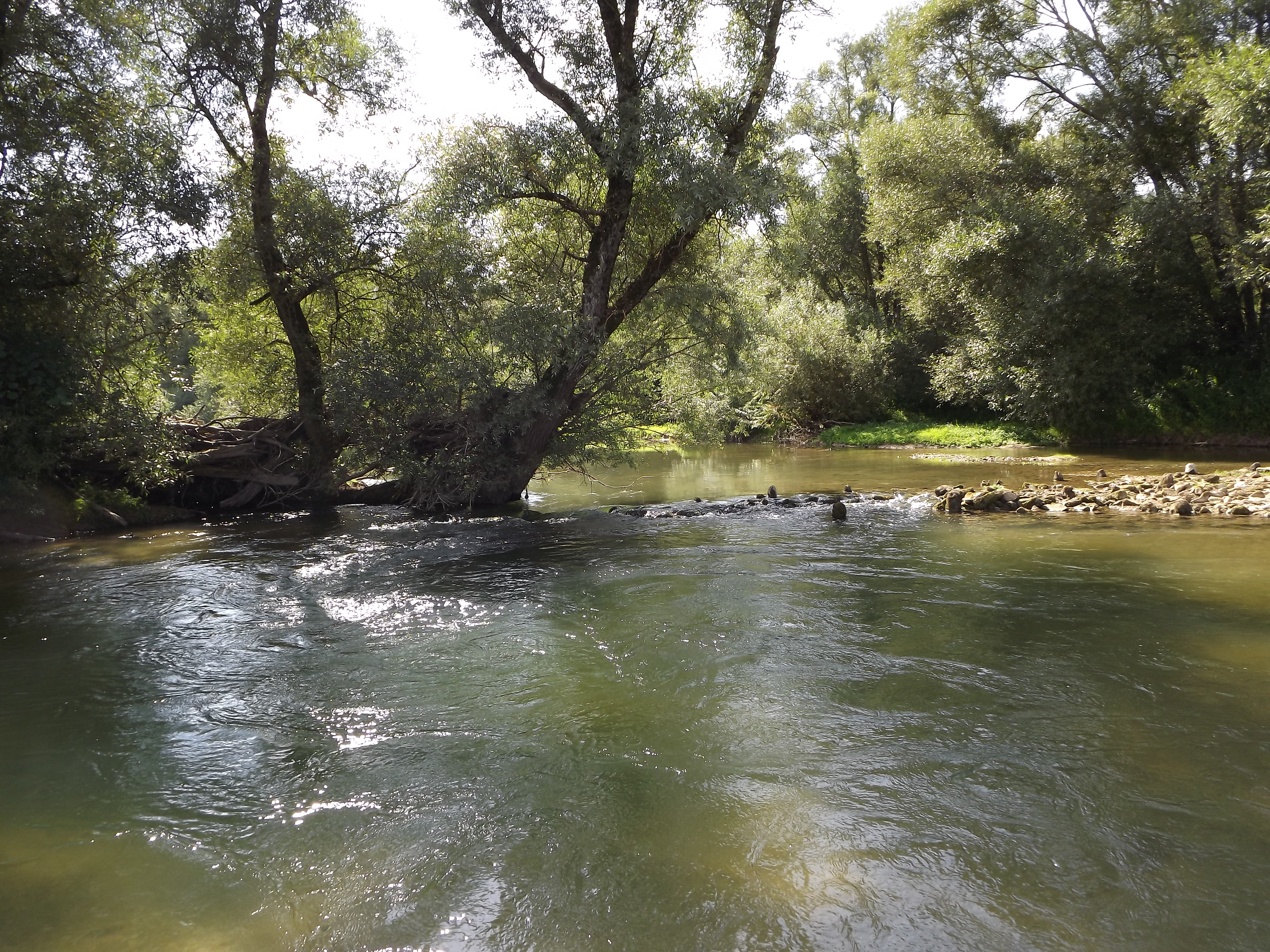
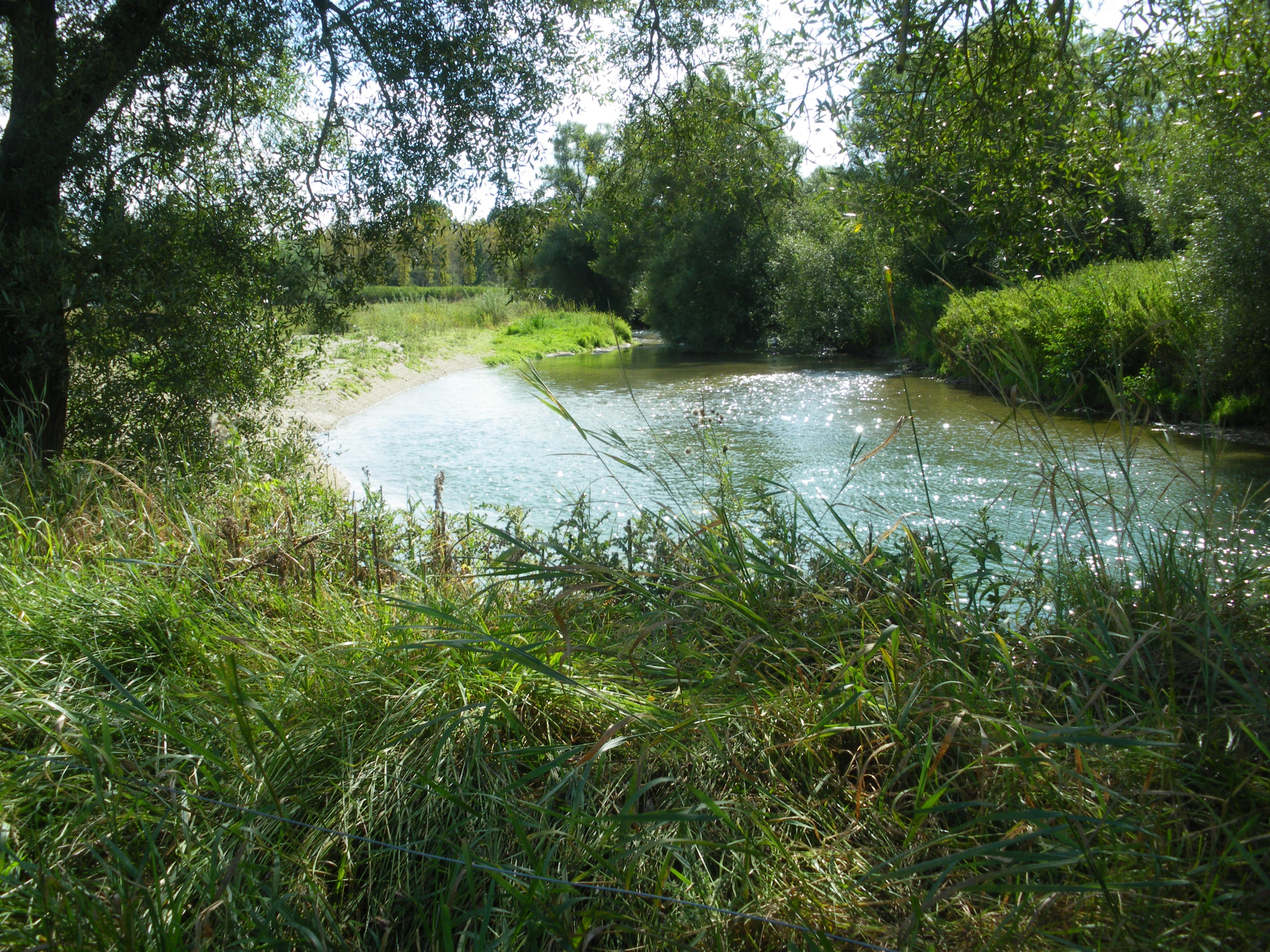
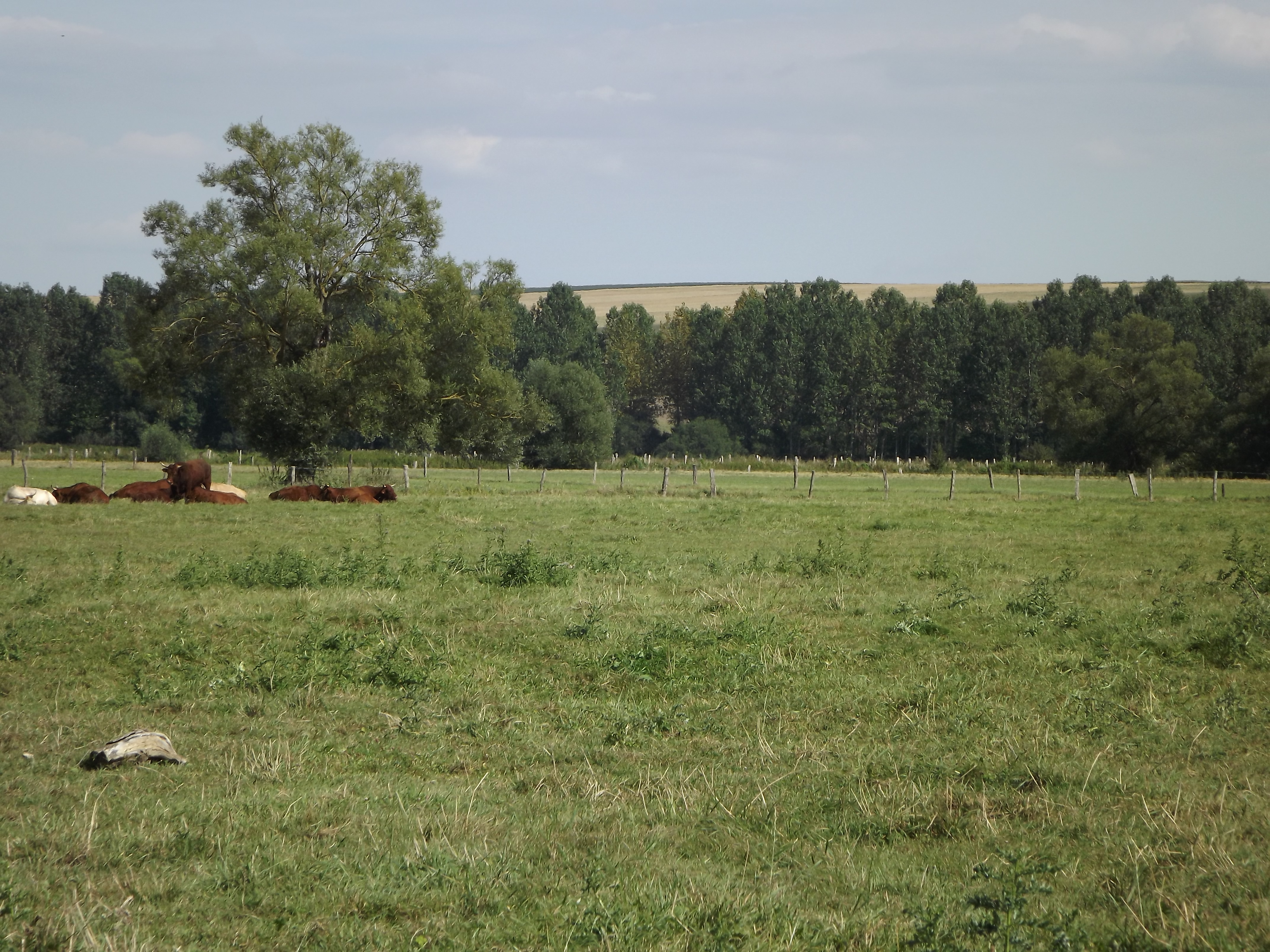

Les bois, constitués d'un mélange de futaie feuillue et de taillis, occupent environ 27 % de la superficie de Bannoncourt. Leur mode de gestion est essentiellement orienté vers l’affouage et la vente de bois sur pied.
La municipalité accorde des affouages, à chaque foyer, donnant la possibilité, aux bénéficiaires, de façonner le bois nécessaire à leur chauffage, leur permettant, ainsi, de se chauffer à moindres frais.

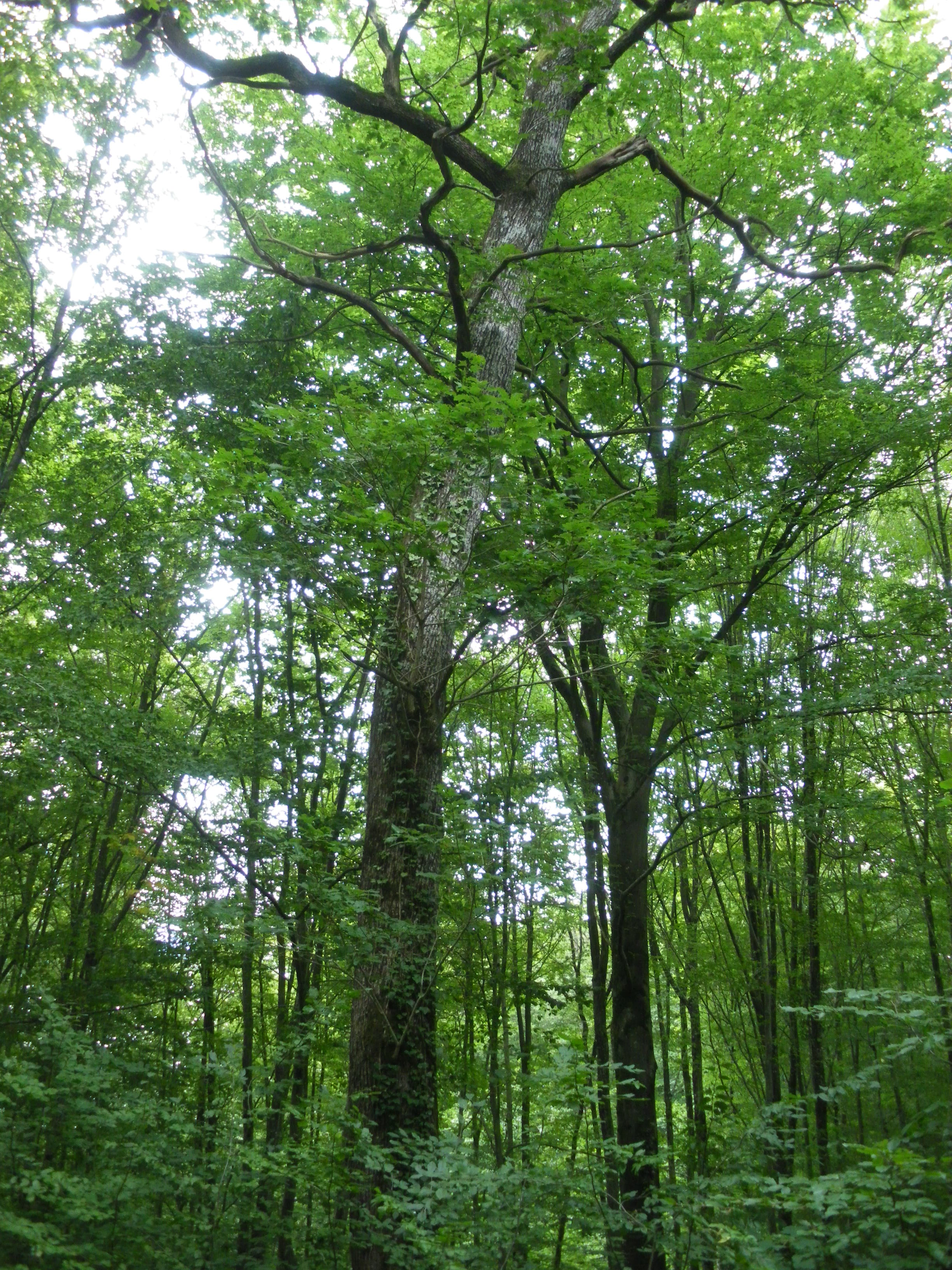
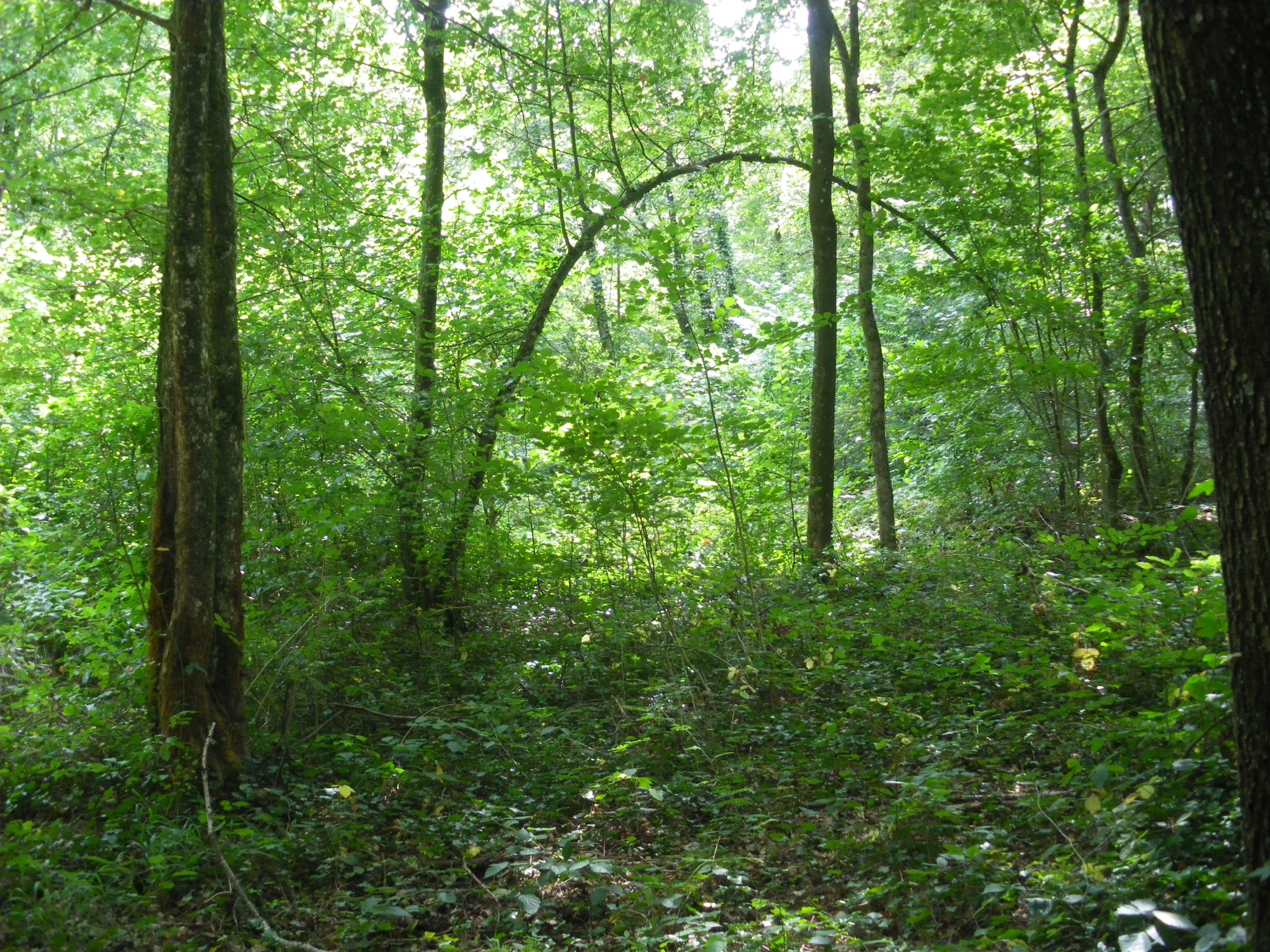
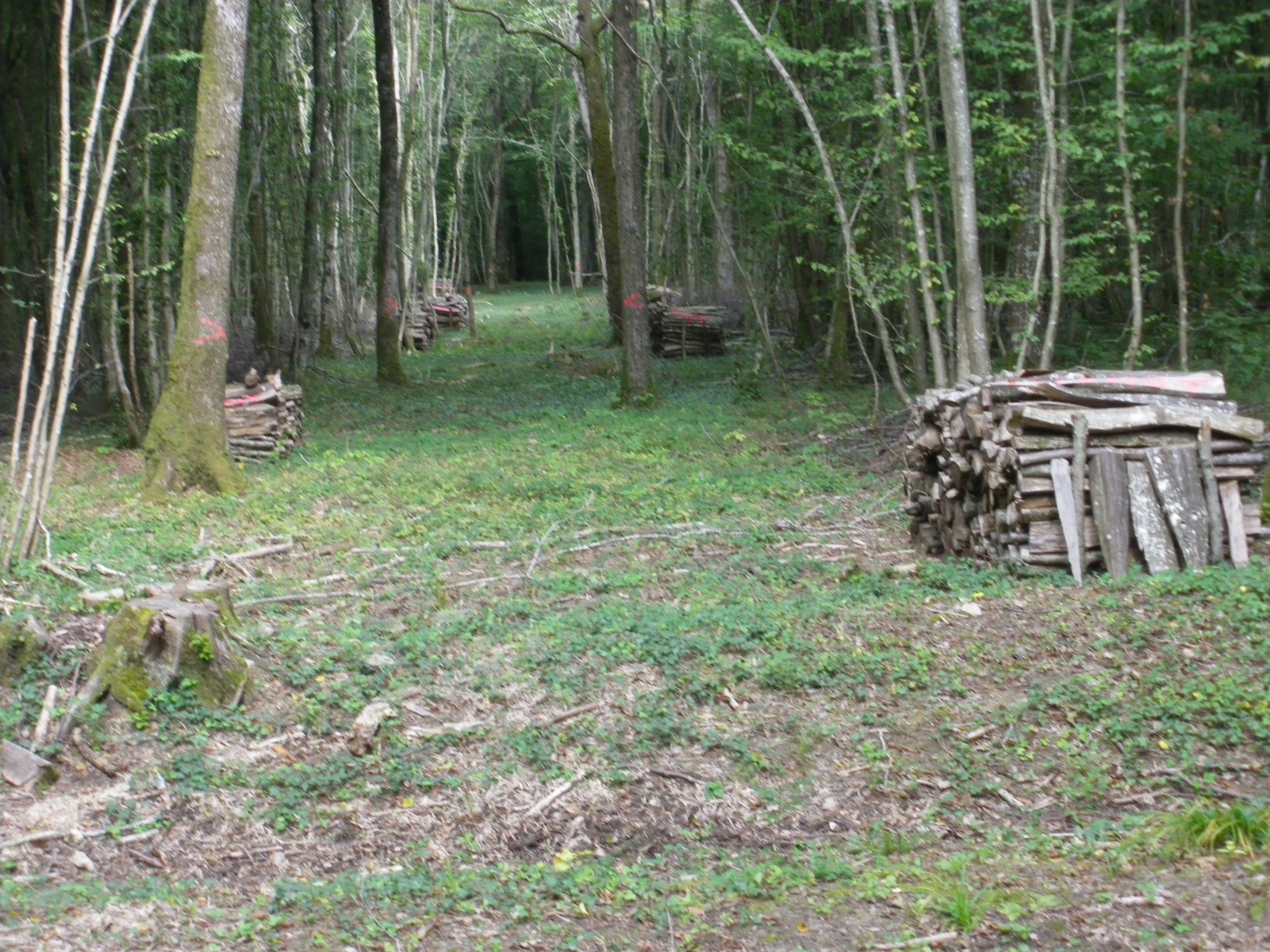

### Patrimoine culturel
Saint Nicolas, patron de Bannoncourt et de la Lorraine, est fêté le 6 décembre.
- Son histoire

Son histoire est mal connue car elle a été enjolivée au cours des siècles.
Au Ier siècle apr. J.-C., Nicolas de Myre est l'évêque d'une communauté chrétienne, dans la province de Lycie en Turquie. Il interdit le sacrifice d'enfant, bien que ce soit une pratique courante à cette époque.
Lors des croisades, des marchands italiens retirent les ossements du saint, de l'église de Myre pour les transporter à Bari, en Italie.
En 1087, le seigneur Aubert de Varangéville rapporte d’Italie une relique de saint Nicolas et fait construire une église, à Port, en Lorraine, pour y déposer les ossements. Par la suite la ville deviendra Saint-Nicolas-de-Port.
- Les miracles de saint Nicolas en Lorraine

Lors des croisades, sire de Réchicourt est retenu prisonnier par les Sarrasins pendant plusieurs années, il prie saint Nicolas et le 5 décembre 1230, lorsqu’il se réveille, il s’aperçoit qu’il n’est plus dans son cachot mais devant l’église de Saint-Nicolas-de-Port, en Lorraine.
Avant la bataille de Nancy, en 1477, René II de Lorraine prie saint Nicolas pour qu’il l’aide à vaincre Charles le Téméraire, ce dernier est tué. Le duc nomme le saint « patron de la Lorraine ».
Saint Nicolas ressuscite, aussi, trois enfants tués par un boucher ; une chanson populaire lorraine raconte cette histoire.
- La visite de saint Nicolas

Dans la nuit du 5 au 6 décembre, saint Nicolas juché sur un âne, passe dans chaque maison, pour y déposer des friandises et des petits cadeaux pour les enfants sages. Le soir, avant d’aller se coucher, les enfants déposent, près de la porte, un verre de goutte, pour saint Nicolas, un peu de foin ou des carottes et un morceau de sucre, pour son âne.
Le 6 décembre, saint Nicolas et le père Fouettard vont rencontrer les enfants des écoles et distribuent des bonbons, pour ceux qui ont été sages, et des baguettes, pour ceux qui ont fait des bêtises.
De nombreux villages et villes de Lorraine, comme Bannoncourt, organisent des défilés pour saint Nicolas.

### Personnalités liées à la commune
- Julien Cain (1887-1974), administrateur général de la Bibliothèque nationale, puis président de la commission française de l'UNESCO, écrit quelque 500 lettres, entre le 3 août 1914 et le 12 février 1916, date où il est blessé. Dans cette correspondance, il évoque le quotidien de la guerre, mais aussi son embarquement à Bannoncourt, en août 1914[95].
- Émile Carrière (1880-1975), professeur agrégé de chimie, quitte Nîmes le 24 août 1914, pour incorporer le 40e RI. Dans ses carnets, il décrit ses impressions sur les villages traversés, il mentionne Bannoncourt, en novembre 1914[96].
- Paul Tuffrau, écrivain, critique littéraire, historien, débarque à Bannoncourt, en août 1914[97].
- Le capitaine Charles Gardiner Helmick décoré de la Silver Star Citation, pour fait d’armes à Bannoncourt.
- Henry Cheynel, médecin capitaine, fait chevalier de la Légion d’honneur à titre posthume, est venu à Bannoncourt en juin 1940[98].
- Philippe Petitcolin, dirigeant d'entreprise français.

### Héraldique
| Blason de Bannoncourt | Blason  | Coupé : au 1er parti au I d'or à la tête de chèvre arrachée de sable, au II d'azur à l'annelet d'argent traversé d'une flèche versée en barre du même, au 2e de gueules à la mitre d'or chargée d'une croix de Lorraine du champ. |
| Blason de Bannoncourt | Détails | Création de R.A. Louis avec les conseils de la Commission Héraldique de l'UCGL. Adopté par la commune en janvier 2015. |